# Campanya de Yorktown
La campanya de Yorktown o campanya de Virgínia va ser una sèrie de maniobres militars i batalles entre 1778 i 1781 durant la guerra de la Revolució Americana, que van culminar en el decisiu setge de Yorktown l'octubre de 1781. El resultat de la campanya va ser la rendició de la força de l'exèrcit britànic del general Charles Earl Cornwallis, un esdeveniment que va conduir directament al començament de les negociacions de pau i al final de la guerra.
La campanya va estar marcada per desavinences, indecisió i mala comunicació per part dels líders britànics i per un notable conjunt de decisions cooperatives, de vegades violant les ordres, per part dels francesos i estatunidencs.
La campanya va implicar forces terrestres i navals de la Gran Bretanya i França, i forces terrestres dels Estats Units d'Amèrica. Les forces britàniques van ser enviades a Virgínia entre gener i abril de 1781 i es van unir amb l'exèrcit de Cornwallis al maig, que va arribar al nord des d'una campanya contra els estats del sud. Aquestes forces van lluitar primer contra les febles milícies de Virgínia, però el general George Washington va enviar primer al marquès de La Fayette i després a Anthony Wayne amb les tropes de l'Exèrcit Continental per aturar l'atac i els estralls econòmics que els britànics estaven provocant. Tanmateix, les forces estatunidenques combinades van ser insuficients en nombre per enfrontar-se a les forces britàniques combinades, i només després d’una sèrie d’ordres polèmicament confuses del general Sir Henry Clinton, comandant en cap britànic, Cornwallis es va traslladar a Yorktown el juliol, i va construir una posició defensiva que era forta contra les forces terrestres que llavors va enfrontar, però era vulnerable al bloqueig i al setge naval.
Les forces navals britàniques a Amèrica del Nord i les Índies Occidentals eren més febles que les flotes combinades de França i Espanya i, després d’algunes decisions crítiques i errors tàctics dels comandants navals britànics, la flota francesa de Paul de Grasse va obtenir el control sobre la badia de Chesapeake, bloquejant Cornwallis del suport naval i lliurant forces terrestres addicionals per bloquejar-lo a terra. La Royal Navy va intentar disputar aquest control, però l'almirall Thomas Graves va ser derrotat en la batalla clau de Chesapeake el 5 de setembre. Els exèrcits estatunidencs i francesos que s'havien concentrat a la rodalia de la ciutat de Nova York van començar a desplaçar-se cap al sud a finals d'agost i van arribar a prop de Yorktown a mitjan setembre. L'engany sobre el seu moviment van endarrerir amb èxit els intents de Clinton d'enviar més tropes a Cornwallis.
El setge de Yorktown va començar el 28 de setembre de 1781. En un pas que probablement va escurçar el setge, Cornwallis va decidir abandonar part de les seves defenses exteriors, i els atacants van assaltar amb èxit dos dels seus reductes. Quan va quedar clar que la seva posició era insostenible, Cornwallis va obrir negociacions el 17 d'octubre i es va rendir dos dies després.
Quan les notícies van arribar a Londres, el govern de Frederick North va caure i el segon ministre de Rockingham va entrar en negociacions de pau. Aquestes van culminar amb el tractat de París de 1783, en què el rei Jordi III reconeixia els Estats Units d'Amèrica com un estat independent. Clinton i Cornwallis van participar en una guerra pública de crítiques per defendre els seus papers en la campanya, i el comandament naval britànic també va discutir les mancances de la marina que van provocar la derrota.
| «                         | Si tots aquests esdeveniments aparentment fortuïts eren el resultat d'un arranjament i una premeditació anteriors, mostraran una generalitat a la qual els analistes militars no han proporcionat cap paral·lel. | » |
| — Paul Allen, historiador | |   |

## Antecedents
El desembre de 1780, els teatres d'operacions de la Guerra de la Revolució Americana havien arribat a un punt crític. L'Exèrcit Continental havia sofert importants derrotes a principis de l’any, amb els exèrcits del sud capturats o dispersats a la pèrdua de Charleston i la batalla de Camden al sud, mentre que els exèrcits de George Washington i el comandant en cap britànic per a Nord-amèrica, Sir Henry Clinton eren als voltants de la ciutat de Nova York, al nord.

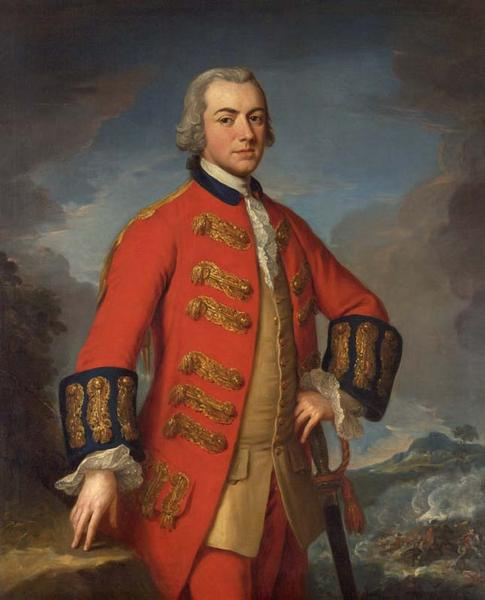
General Sir Henry Clinton
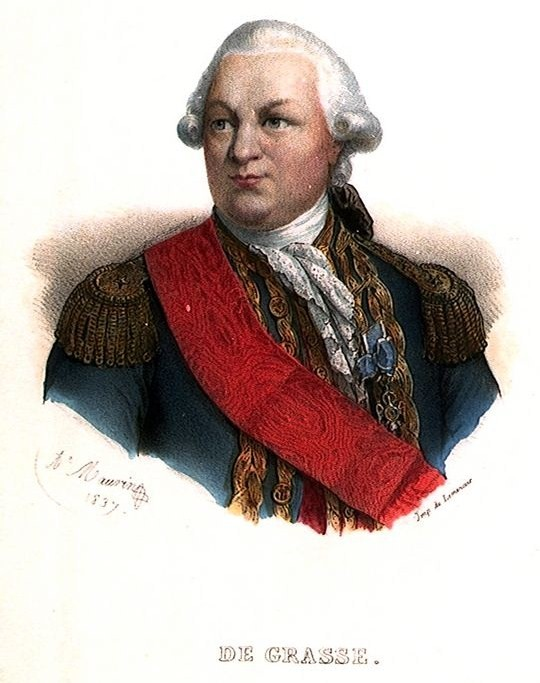
Comte de Grasse

La moneda nacional (el dòlar continental) era pràcticament inútil, el suport públic per a la guerra, a punt d’entrar al sisè any, estava disminuint, i les tropes de l'exèrcit feien motins per les males condicions i retribucions. A favor dels estatunidencs, el reclutament de lleialistes al sud s'havia comprovat amb un fort cop a Kings Mountain a l'octubre.

### Planificació francesa i estatunidenca per al 1781
Virgínia havia evitat en gran manera del conflicte militar abans de 1779, quan una incursió va destruir gran part de la capacitat de construcció naval d'aquest estat, i va capturar i destruir grans quantitats de tabac, el qual era un important producte d'exportació per als estatunidencs. Les úniques defenses de Virgínia consistien en companyies de milícies reclutades localment i una força naval que pràcticament havia estat eliminada en la incursió de 1779. La milícia estava sota la direcció del general de l'Exèrcit Continental, el baró Friedrich von Steuben, un prussià que, tot i que era un excel·lent militar, va alienar no només els seus subordinats sinó que va mantenir una relació difícil amb el governador de l'estat, Thomas Jefferson. Steuben havia establert un centre d'entrenament a Chesterfield per a nous reclutes de l'Exèrcit Continental i una «fàbrica» a Westham per a la fabricació i reparació d'armes i municions.
Els planificadors militars francesos van haver d'equilibrar les demandes de competències per a la campanya de 1781. Després d'una sèrie d'intents infructuosos de cooperació amb els estatunidencs (que van provocar assalts fallits a Newport (Rhode Island) i Savannah (Geòrgia)), van realitzar una participació més activa a Amèrica del Nord. Tot i això, també van necessitar coordinar les seves accions amb Espanya, on hi havia un potencial interès per assaltar la fortalesa britànica de Jamaica. Va resultar que els espanyols no estaven interessats en les operacions contra Jamaica fins que van preveure un intent britànic de reforçar l'assetjada Gibraltar, i només volien informació dels moviments de la flota britànica a les Índies Occidentals.
Quan la flota francesa es preparava per salpar de Brest el març de 1781, es van prendre diverses decisions importants. La flota de les Índies Occidentals, dirigida pel Comte de Grasse, després de les operacions a les Illes de Sobrevent, va ser dirigida a dirigir-se a Cap-Français (actual Cap-Haïtien) per determinar quins recursos es necessitarien per ajudar les operacions espanyoles. A causa de la falta de transports, França també va prometre sis milions de lliures franceses per donar suport a l'esforç de guerra dels Estats Units en lloc de proporcionar tropes addicionals. La flota francesa de Newport va rebre un nou comandant, el Comte de Barras. De Barras va rebre l'ordre de prendre la flota de Newport per assetjar els transports britànics de la zona de Nova Escòcia i Terranova, i l'exèrcit francès de Newport va rebre l'ordre de combinar-se amb l'exèrcit de Washington a la rodalia de Nova York. A les ordres que deliberadament no eren totalment compartides amb el general Washington, De Grasse va rebre la instrucció d’assistir en les operacions a Amèria del Nord després de la seva arribada a Cap-Français. El general francès, el Comte de Rochambeau, va rebre la instrucció de dir-li a Washington que de Grasse hi podria assistir, però sense cap responsabilitat. Washington va saber de John Laurens, que es trobava a París, que de Grasse tenia discreció per venir als Estats Units).
La flota francesa va navegar de Brest el 22 de març. La flota britànica estava ocupada amb els preparatius per subministrar Gibraltar i no va intentar oposar-se a la sortida. Després que la flota francesa arribés a Amèrica, la fragata Concorde va navegar cap a Newport, portant el Comte de Barras, les ordres de Rochambeau i crèdits per a sis milions de lliures franceses. En un enviament separat enviat posteriorment, de Grasse també va presentar dues peticions importants. La primera va ser que Cap-Français li comuniqués la situació de l'Amèrica del Nord perquè pogués decidir com podia assistir a les operacions allà, i la segona va ser que fos subministrat amb 30 pràctics que coneguessin les aigües nord-americanes.

### Planificació britànica per al 1781
El general Sir Henry Clinton mai va articular una visió coherent sobre quins haurien de ser els objectius per a les operacions britàniques de la campanya de la pròxima temporada dels primers mesos de 1781. Una part del seu problema estava en una difícil relació amb el seu homòleg naval a Nova York, l'ancià vicealmirall Marriot Arbuthnot. Tots dos homes eren tossuts, propensos a la temperació i tenien personalitats punyents; a causa de repetits enfrontaments, la seva relació s'havia desglossat completament. A la tardor de 1780, Clinton havia demanat que fos cridat de nou o ell o Arbuthnot; tanmateix, les ordres per cridar Arbuthnot no van arribar fins al juny de 1781. Fins llavors, segons l'historiador George Billias, «Els dos homes no podien actuar sols i no actuarien junts». Arbuthnot fou substituït per Sir Thomas Graves, amb qui Clinton tenia una millor relació.
La presència britànica al sud consistia en els ports fortament fortificats de Savannah (Geòrgia) i Charleston (Carolina del Sud), i una sèrie de forts a l’interior d’aquests dos estats. Tot i que els llocs avançats més forts eren relativament immunes als atacs de la milícia patriota, que eren la seva única oposició formal en aquests estats, els llocs avançats més petits, així com els combois de subministrament i missatgers, sovint eren objectius de comandants de la milícia com Thomas Sumter i Francis Marion. Portsmouth havia estat ocupada recentment l'octubre de 1780 per una força sota el comandament del general major Alexander Leslie, però el tinent general Charles Mann Cornwallis, comandant l'exèrcit sud britànic, els va comandar a Carolina del Sud el novembre. Per substituir el general Leslie a Portsmouth, el general Clinton va enviar 1.600 soldats sota el comandament del general Benedict Arnold (recentment comissionat brigadier de l'exèrcit britànic) a Virgínia a finals de desembre.

## Incursió britànica a Virgínia
Una part de la flota que transportava el general Arnold i les seves tropes van arribar a la badia de Chesapeake el 30 de desembre de 1780. Sense esperar que arribés la resta de transports, Arnold va navegar pel riu James i va desembarcar 900 efectius a Westover, Virginia, el 4 de gener. Després d'una marxa forçada durant la nit, va atacar l'endemà a Richmond, la capital de l'estat, i va trobar una mínima resistència de la milícia. Després de dos dies més de fer incursions a la zona, van tornar als seus vaixells i van sortir a parar a Portsmouth. Arnold va establir fortificacions allà, i va enviar els seus homes a les expedicions d'atac i d'exploració. La milícia local va ser cridada, però era tan reduïda que no es va poder disputar la presència britànica. Això no va impedir que ataquessin a les expedicions britàniques, com alguns van fer a l'escaramussa a Waters Creek al març.
Quan la notícia de les activitats d'Arnold va arribar a George Washington, va decidir que calia respondre. Volia que els francesos enviessin una expedició naval des de la seva base a Newport, però l'almirall al comandament, Chevalier Destouches, va rebutjar qualsevol assistència fins que va rebre informació dels greus danys per una tempesta a una part de la flota britànica el 22 de gener. El 9 de febrer, el capità Arnaud de Gardeur de Tilley va sortir de Newport amb tres vaixells (el vaixell de línia Eveille i les fragates Surveillante i Gentile). Quan va arribar de Portsmouth quatre dies després, Arnold va retirar els seus vaixells, que tenien calats més baixos que els francesos, cap al riu Elizabeth, on no podia seguir De Tilley. De Tilley, després de determinar que la milícia local era «completament insuficient» per atacar la posició d'Arnold, va tornar a Newport. Pel camí va capturar l'HMS Romulus, una fragata enviada pels britànics des de Nova York per investigar els seus moviments.

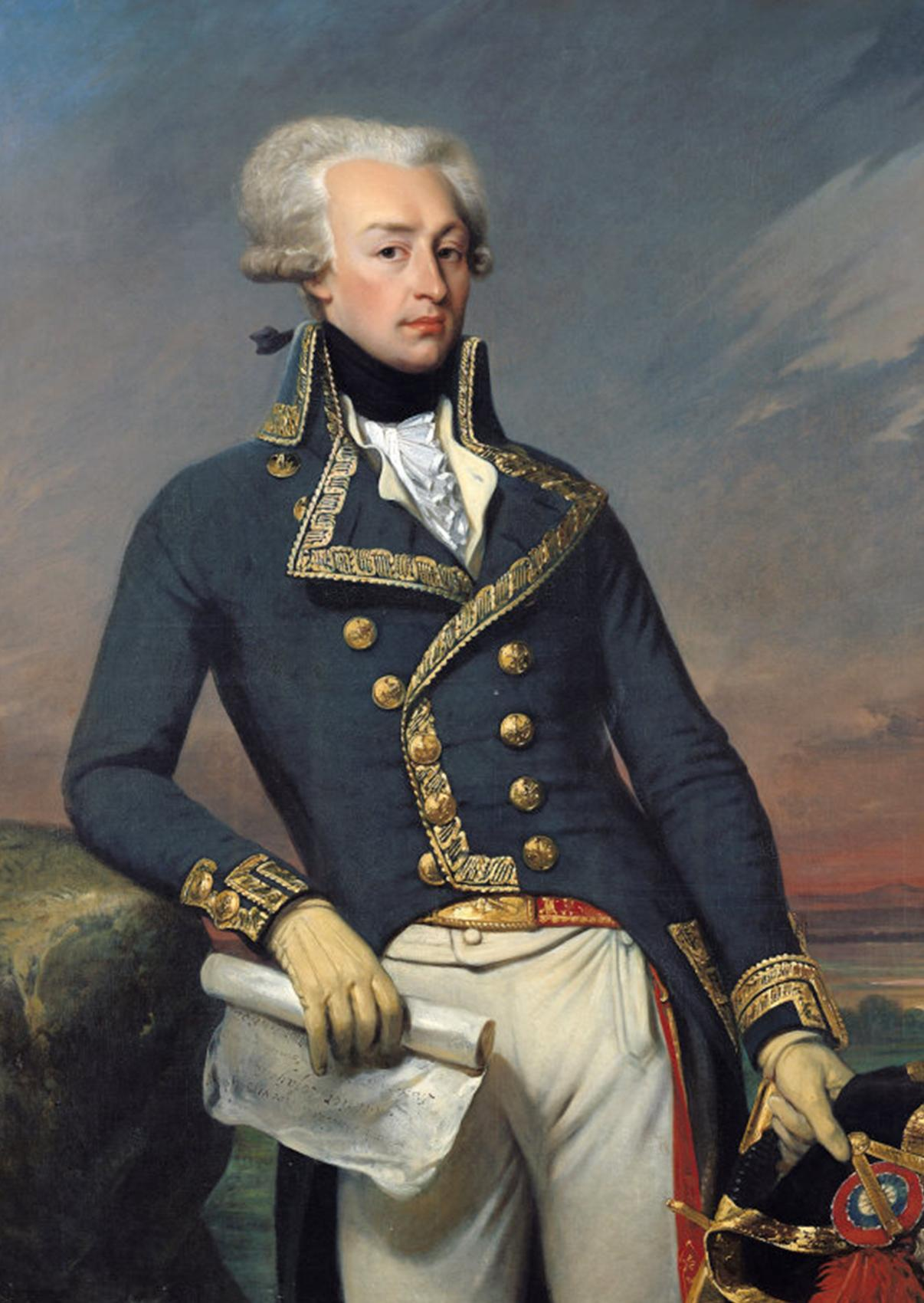
Marqués de Lafayette
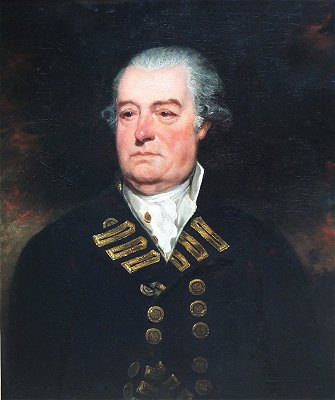
Almirall Marriot Arbuthnot
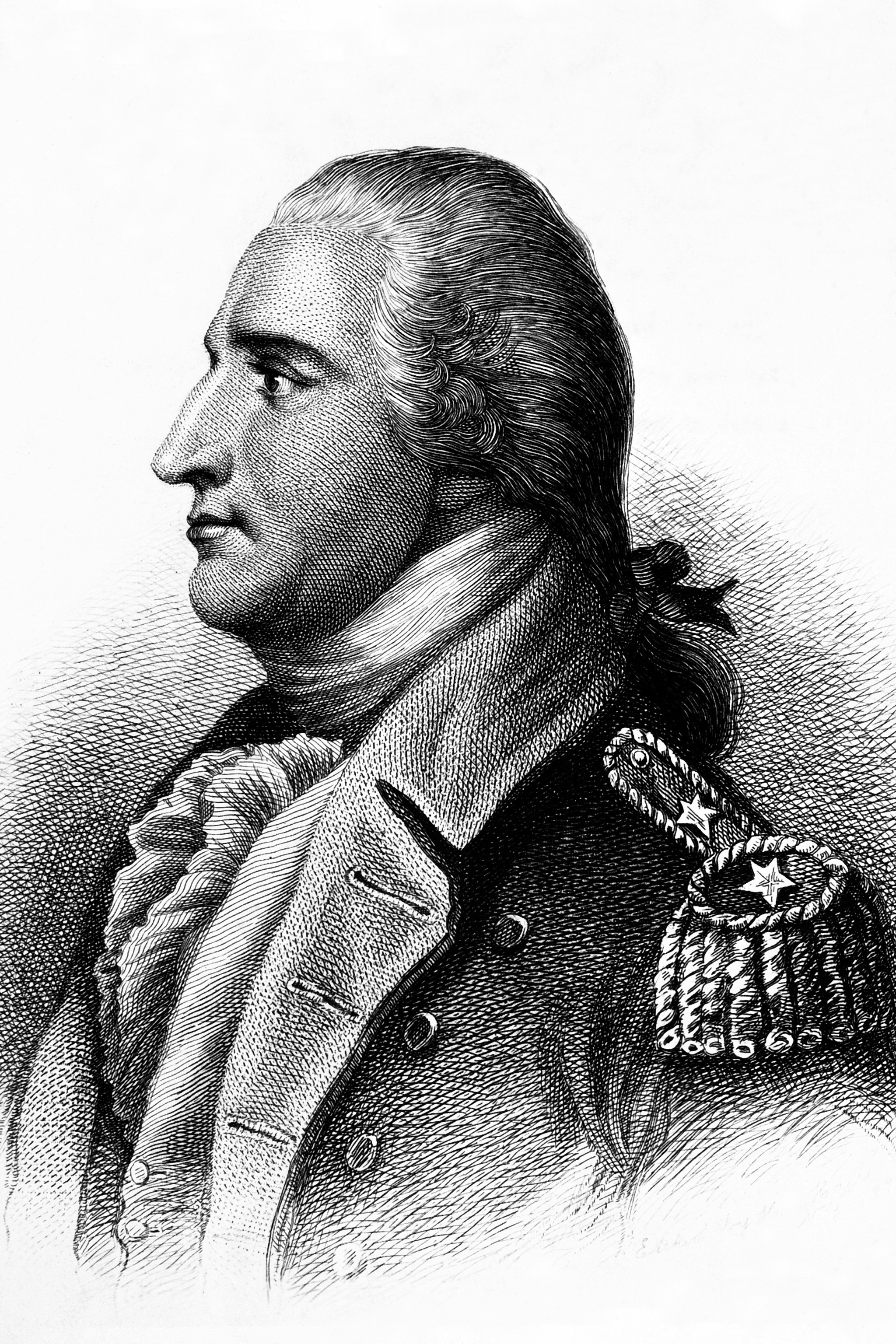
Benedict Arnold

El Congrés Continental va autoritzar un destacament de les forces continentals a Virgínia el 20 de febrer. Washington va assignar el comandament de l'expedició al marquès de La Fayette, que va sortir de Peekskill, Nova York, el mateix dia. Les seves tropes, amb un nombre aproximat de 1.200, eren tres regiments lleugers extrets de tropes assignades a regiments continentals de Nova Jersey i Nova Anglaterra; aquests regiments van ser dirigits per Joseph Vose, Francis Barber i Jean-Joseph Sourbader de Gimat. La força de La Fayette va arribar a Head of Elk (actual Elkton, Maryland, el límit navegable nord de la badia de Chesapeake) el 3 de març. Mentre esperava el transport per a les seves tropes a Annapolis, La Fayette va viatjar al sud, arribant a Yorktown el 14 de març, per avaluar la situació.

### Els intents de defensa dels estatunidencs
L'expedició de De Tilley, i el fort encoratjament del general Washington, que va viatjar a Newport per pressionar la situació, van convèncer Chevalier Destouches a fer un enfrontament més gran. El 8 de març va navegar amb tota la seva flota (7 vaixells de línia i diverses fragates, inclosa la recentment capturada Romulus), transportant tropes franceses per unir-se amb la de La Fayette a Virgínia. L’almirall Arbuthnot, alertat de la seva sortida, va navegar el 10 de març després d’haver enviat Arnold un despatx advertint del moviment francès. Arbuthnot, que els vaixells amb recobriment de coure podien navegar més ràpidament que els vaixells de Destouches, va arribar al Cap Henry el 16 de març, just davant de la flota francesa. La batalla següent va ser en gran part indecisa, però va deixar Arbuthnot lliure per entrar a la badia de Lynnhaven i controlar l'accés a la badia de Chesapeake; Destouches van tornar a Newport. La Fayette va veure la flota britànica i, seguint les ordres, es va preparar per tornar les seves tropes a la zona de Nova York. A principis d'abril havia tornat al cap d'Elk, on va rebre ordres de Washington de quedar-se a Virgínia.
La sortida de la flota de Destouches des de Newport havia instat el general Clinton a enviar reforços a Arnold. Després que salpés Arbuthnot, va enviar transports amb 2.000 homes al comandament del general William Phillips cap a Chesapeake. Aquests es van unir a Arnold a Portsmouth el 27 de març. Phillips, com a comandant principal, va assumir la força i es va reprendre a atacar, dirigint-se cap a Petersburg i Richmond. En aquest moment, el baró von Steuben i Peter Muhlenberg (els comandants de la milícia a Virgínia), consideraven que havien de prendre una posició per mantenir la moral malgrat la força inferior de les seves tropes. Van establir una línia defensiva a Blandford, prop de Petersburg (Blandford ara és una part de la ciutat de Petersburg), i van lluitar una acció disciplinada però perdedora el 25 d'abril. Von Steuben i Muhlenberg es van retirar davant l'avanç de Phillips, que esperava tornar a atacar Richmond. Tot i això, La Fayette va realitzar una sèrie de marxes forçades, i va arribar a Richmond el 29 d'abril, poques hores abans que Phillips.

## Cornwallis i La Fayette
Per contrarestar l'amenaça britànica a les Carolines, Washington havia enviat el general Nathanael Greene, un dels seus millors estrategs, a reconstruir l'exèrcit estatunidenc a Carolina del Nord després de la derrota a Camden. El general Cornwallis, dirigint les tropes britàniques al sud, volia lluitar contra ell i obtenir el control sobre l'estat. Greene va dividir la seva força inferior, enviant part del seu exèrcit sota el comandament de Daniel Morgan per amenaçar als britànics a Ninety Six (Carolina del Sud). Cornwallis va enviar Banastre Tarleton contra Morgan, el qual gairebé va esborrar les tropes de Tarleton a la batalla de Cowpens de gener de 1781 i gairebé va capturar Tarleton en aquest procés. Aquesta acció va ser seguida per la que s'ha anomenat la «carrera cap al Dan», en què Cornwallis va perseguir a Morgan i Greene per intentar atrapar-los abans que reunissin les seves forces. Quan Greene va travessar el riu Dan i va entrar a Virgínia, Cornwallis, que havia alleugerit el seu exèrcit de la major part del seu equipatge, va abandonar la persecució. No obstant això, Greene va rebre reforços i subministraments, va recórrer el Dan, i va tornar a Greensboro (Carolina del Nord) per lluitar contra Cornwallis. El comte va guanyar la batalla, però Greene es va poder retirar amb el seu exèrcit intacte i els britànics van patir tantes baixes que Cornwallis es va veure obligat a retirar-se a Wilmington (Carolina del Nord) per reforçar-se i aprovisionar-se. A continuació, Greene va recuperar el control sobre la major part de Carolina del Sud i Geòrgia. Cornwallis, violant les ordres, però també en absència d'una direcció estratègica important pel general Clinton, va decidir portar el seu exèrcit, que ara només comptava amb 1.400 homes, a Virgínia el 25 d'abril; va ser el mateix dia que Phillips i von Steuben van lluitar a Blandford.
Phillips, després que La Fayette el derrotés a Richmond, es va dirigir cap a l'est, continuant destruint objectius militars i econòmics de la zona. El 7 de maig, Phillips va rebre un despatx de Cornwallis, ordenant-li que es dirigís cap a Petersburg per concentrar totes les seves tropes; tres dies després, Phillips va arribar a Petersburg. La Fayette va canonar breument la posició britànica, però no es va sentir prou fort per a atacar-la realment. El 13 de maig, Phillips va morir de febre, i Arnold va prendre el control de la força. Això va causar un trontoll entre els homes, ja que Arnold no era especialment respectat. Mentre esperaven a Cornwallis, les forces d'Arnold i les de La Fayette s'observaven. Arnold va intentar obrir comunicacions amb el marquès (que tenia ordres de Washington de penjar sumàriament a Arnold), però el marquès va tornar les seves cartes sense obrir. Cornwallis va arribar a Petersburg el 19 de maig i va manar a La Fayette, qui comandava 1.000 continentals i prop de 2.000 milícies, a retirar-se a Richmond. Pocs reforços britànics liderats pel coronel Ansbacher von Voigt van arribar de Nova York poc després, augmentant a més de 7.000 soldats de l'exèrcit de Cornwallis.

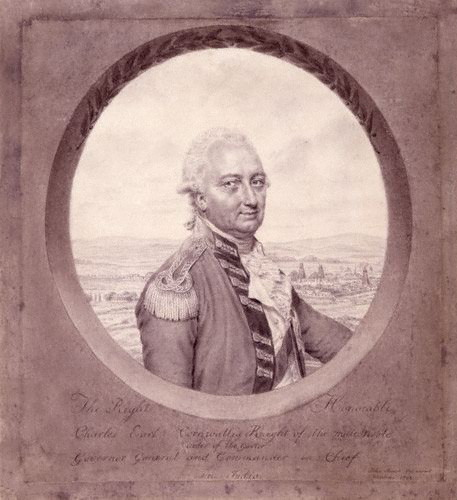
General Charles, Earl Cornwallis
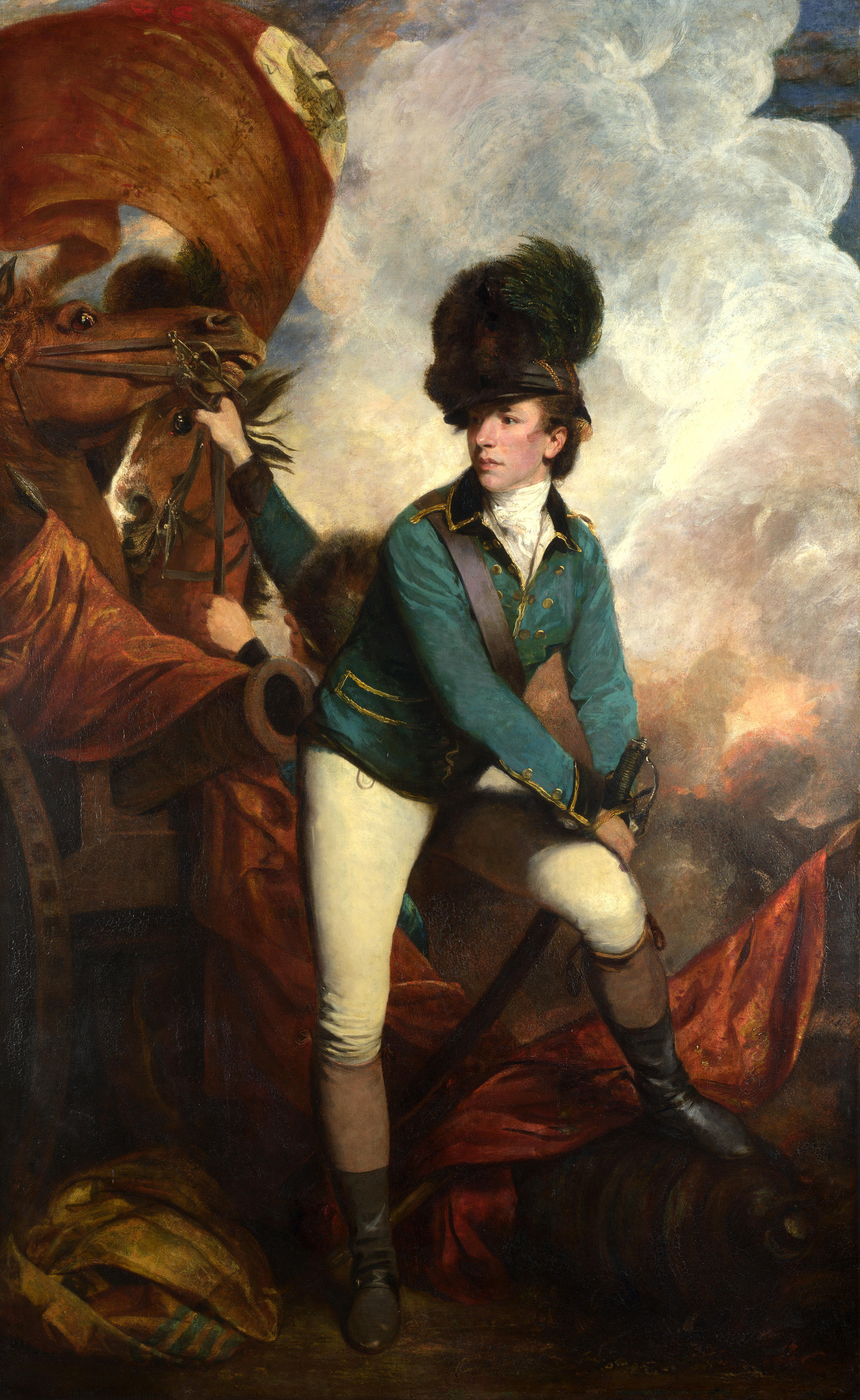
Tinent coronel Banastre Tarleton
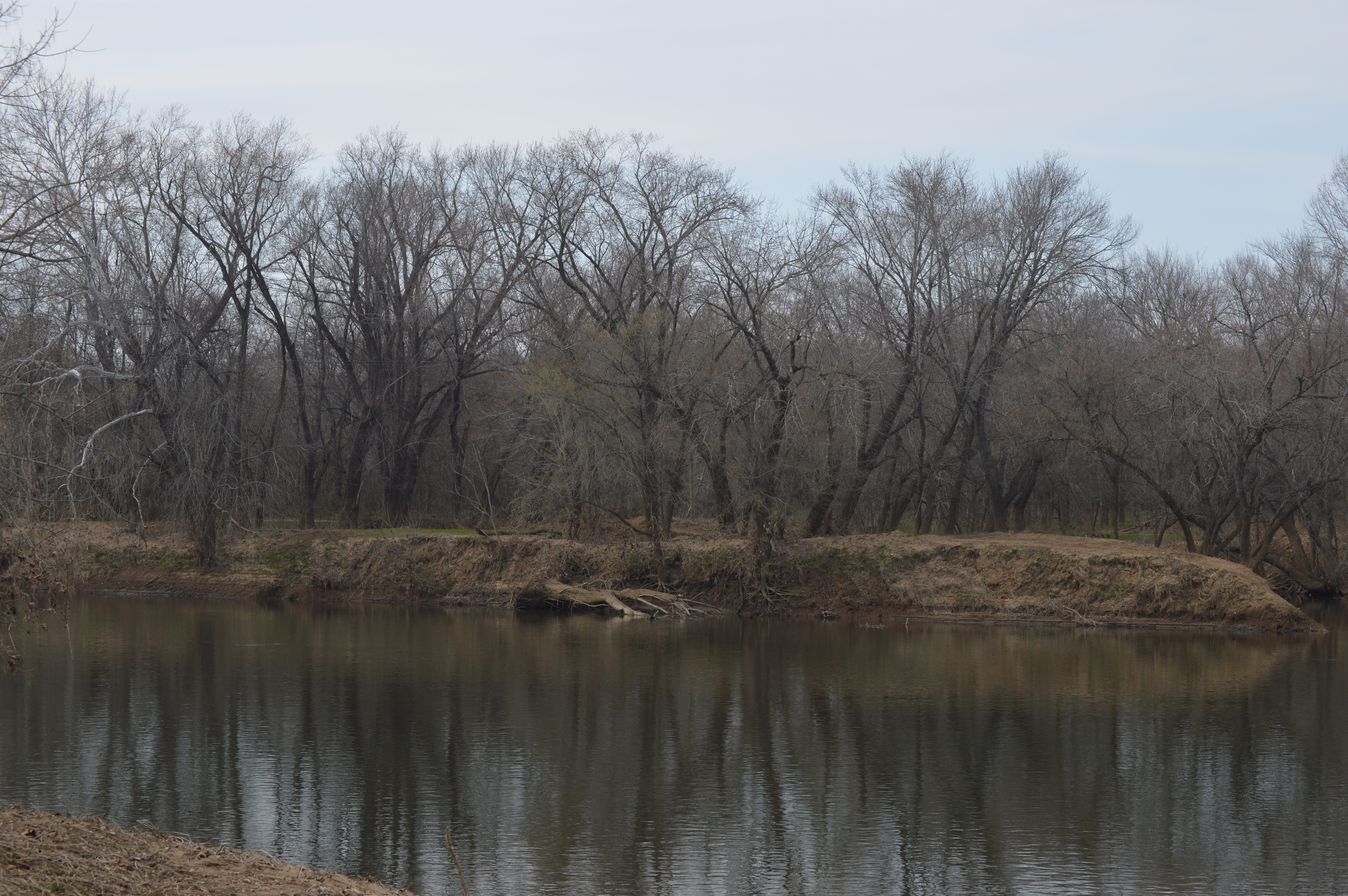
Vista general al sud de l'Arsenal de Point of Fork. Utilitzat com arsenal a la dècada del 1770, figura en el Registre Nacional de Llocs Històrics
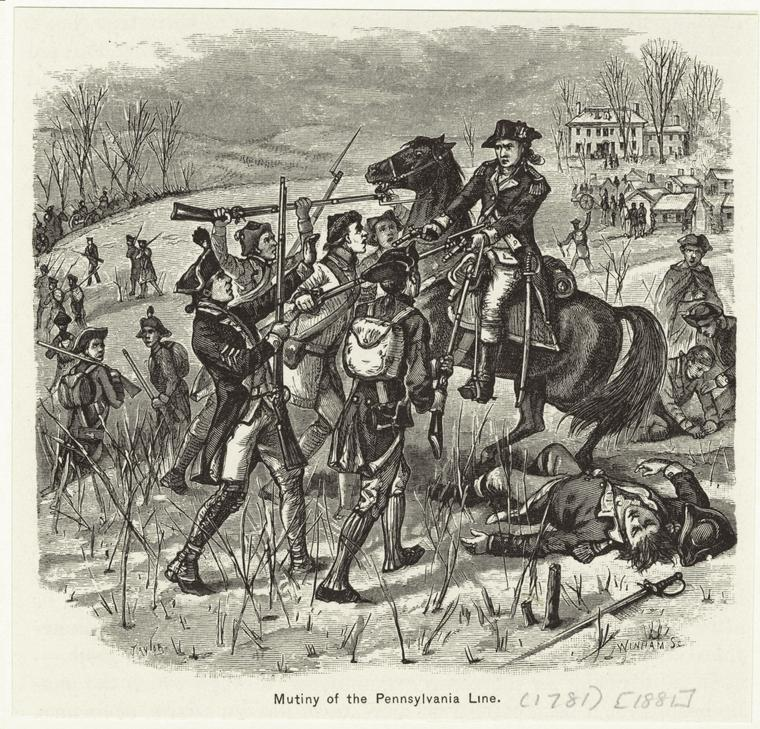
Motí de la Línia de Pennsilvània

Cornwallis, després d'enviar el general Arnold cap a Nova York, es va dirigir a seguir les ordres més recents del general Clinton a Phillips. Aquestes instruccions eren establir una base fortificada i atacar objectius militars i econòmics rebels a Virgínia. Cornwallis va decidir que primer havia de fer front a l'amenaça que va suposar La Fayette, per la qual cosa va començar a buscar el marquès. La Fayette, clarament perseguit, es va retirar ràpidament cap a Fredericksburg per protegir un important magatzem de subministraments, mentre que von Steuben es va retirar cap a Point of Fork (actual Columbia, Virgínia), on la milícia i els instructors de l'Exèrcit Continental s'havien reunit amb els subministraments retirats abans de l'atac britànic. Cornwallis va arribar al jutjat del comtat de Hanover el 1r de juny i, en lloc d'enviar tot el seu exèrcit contra La Fayette, va separar Banastre Tarleton i John Graves Simcoe en dues expedicions per atacar per separat.
Tarleton, la seva Legió Britànica reduïda per la desfeta a Cowpens, es va dirigir ràpidament amb una petita força a Charlottesville, on va capturar diversos membres de la legislatura de Virgínia. Gairebé va capturar el governador Jefferson, però va haver d'acontentar-se amb diverses ampolles de vi de la finca de Jefferson a Monticello. Simcoe va anar a Point of Fork per ocupar-se de von Steuben i el magatzem de subministraments. En una breu escaramussa el 5 de juny, les forces de von Steuben, amb un nombre aproximat de 1.000, van patir 30 víctimes, però havien retirat la major part dels subministraments per tot el riu. Simcoe, que només tenia uns 300 homes, va exagerar la mida de la seva força encenent un gran nombre de fogueres; això va obligar a von Steuben a retirar-se de Point of Fork, deixant els subministraments destruïts per Simcoe l'endemà.
Mentrestant, La Fayette esperava l'arribada imminent de reforços endarreerts. Diversos batallons de continentals de Pennsilvània sota el general de brigada Anthony Wayne també havien estat autoritzats pel Congrés per al servei a Virgínia el febrer. Tanmateix, Wayne va haver de tractar els efectes posteriors d'un motí al gener que gairebé es va esborrar la Línia de Pennsilvània com a força de lluita, i va ser maig abans que va reconstruir la línia i va començar la marxa cap a Virgínia. Així i tot, hi havia molta desconfiança entre Wayne i els seus homes; Wayne va haver de mantenir la munició i les baionetes sota pany i clau mentre no fos necessari. Tot i que Wayne estava disposat a marxar el 19 de maig, la sortida de la força es va retardar un dia per culpa d’una renovada amenaça de motí després que les unitats fossin pagades amb dòlars continentals devaluats. Els 800 homes de LaFayette i Wayne es van unir a Raccoon Ford, al riu Rappahannock el 10 de juny. Pocs dies després, La Fayette es va veure reforçat per 1.000 milicians sota el comandament de William Campbell.
Després dels exitosos atacs de Simcoe i Tarleton, Cornwallis va començar a dirigir-se cap a l'est, cap a Richmond i Williamsburg, ignorant gairebé despectivament La Fayette en els seus moviments. Lafayette, que la seva força va créixer fins al voltant d'uns 4.500 homes, es va veure confiat i va començar a acostar-se a l'exèrcit del comte. Quan Cornwallis va arribar a Williamsburg el 25 de juny, La Fayette es trobava a 15 km, a Bird's Tavern. Aquell dia, La Fayette es va assabentar que els Queen's Rangers de Simcoe s'havien distanciat de la principal força britànica, de manera que La Fayette va enviar una mica de cavalleria i infanteria lleugera per interceptar-los. Això va provocar una escaramussa a Spencer's Ordinay, on cada bàndol creia que l’altre es trobava a l’abast del seu exèrcit principal.

## Les decisions dels aliats
Mentre La Fayette, Arnold i Phillips maniobraven a Virgínia, els líders aliats, Washington i Rochambeau, consideraven les seves opcions. El 6 de maig el vaixell Concorde va arribar a Boston i dos dies després es va informar Washington i Rochambeau de l'arribada de Barras, així com dels enviaments vitals i finançament. Els dies 23 i 24 de maig, Washington i Rochambeau van celebrar una conferència a Wethersfield (Connecticut), on van debatre quins passos calia fer. Van acordar que, seguint les seves ordres, Rochambeau traslladaria el seu exèrcit de Newport cap al campament de l'Exèrcit Continental a White Plains (Nova York). També van decidir enviar despatxos a Grasse explicant dos possibles cursos d’acció. Washington va afavorir la idea d’atacar Nova York, mentre que Rochambeau va afavorir l’acció a Virgínia, on els britànics estaven menys ben establerts. La carta de Washington a de Grasse exposava aquestes dues opcions; Rochambeau, en una nota privada, va informar Grasse de la seva preferència. Per acabar, Rochambeau va convèncer Barras de mantenir la seva flota disposada a assistir en qualsevol de les operacions, en lloc de portar-la a les expedicions al nord segons li havia ordenat. El Concorde va salpar de Newport el 20 de juny, transportant els despatxos de Washington, Rochambeau i de Barras, així com els pràctics que De Grasse havia sol·licitat. L'exèrcit francès va sortir de Newport el mes de juny i es va unir a l'exèrcit de Washington al Dobb’s Ferry (Nova York), el 7 de juliol. Des d’allà, Washington i Rochambeau van emprendre una visita d’inspecció de les defenses britàniques al voltant de Nova York mentre esperaven notícies de Grasse.

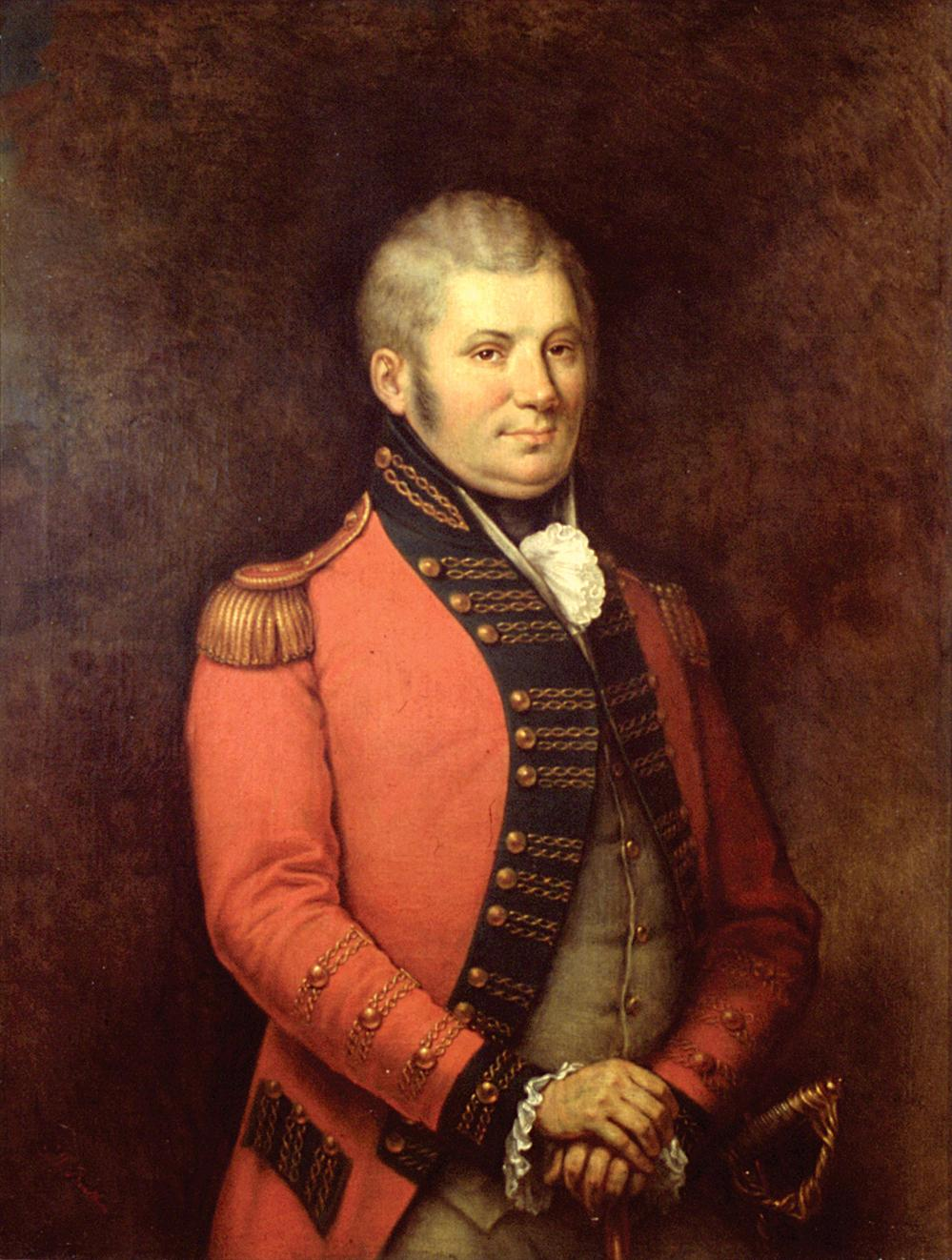
Tinent coronel John Graves Simcoe
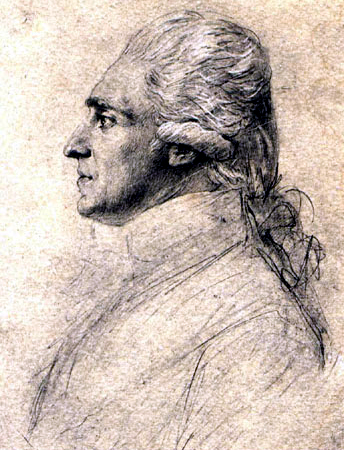
Comte de Rochambeau

Grasse va tenir una campanya una mica reeixida a les Antilles. Les seves forces van capturar amb èxit Tobago al juny després d'un petit combat contra la flota britànica. Més enllà d’això, ell i l’almirall britànic George Brydges Rodney van evitar enfrontaments importants. Grasse va arribar a Cap-Français el 16 de juliol, on l'esperava el Concorde. Va participar immediatament en negociacions amb Espanya. Els va informar de la seva intenció de navegar cap al nord, però va prometre tornar al novembre per assistir en les operacions espanyoles a canvi d'una cobertura espanyola mentre navegava cap al nord. D’ells va aconseguir la promesa de protegir el comerç i els territoris francesos de manera que pogués traslladar cap al nord tota la seva flota, 28 vaixells de línia. A més de la seva flota, va agafar 3.500 soldats al comandament del marquès de Saint-Simon i va demanar als espanyols de l'Havana els fons necessaris per pagar les tropes de Rochambeau. El 28 de juliol, va enviar el Concorde a Newport, informant a Washington, Rochambeau i de Barras que esperava que arribés a Chesapeake a finals d'agost i que hauria de marxar a mitjans d'octubre. Va sortir de Cap-Français el 5 d’agost, iniciant una ruta deliberadament lenta cap al nord a través d’una ruta poc utilitzada de les Bahames.

## Les decisions britàniques
El moviment de l'exèrcit francès a la zona de Nova York va causar molta preocupació al general Clinton; les cartes escrites per a Washington que Clinton havia interceptat van suggerir que els aliats planejaven atacar Nova York. A juny, va escriure una sèrie de cartes a Cornwallis que contenien un conjunt confús i controvertit de rumors, suggeriments i recomanacions, que de vegades només contenien ordres concretes i directes. Algunes d’aquestes cartes van arribar molt endarrerides a Cornwallis, cosa que va complicar l’intercanvi entre els dos. Els dies 11 i 15 de juny, aparentment com a reacció a l'amenaça per a Nova York, Clinton va demanar a Cornwallis que fortifiqués Yorktown o Williamsburg i enviés les tropes que pogués a Nova York. Cornwallis va rebre aquestes cartes a Williamsburg el 26 de juny. Ell i un enginyer van inspeccionar Yorktown, que va considerar que era inadequat defensivament. Va escriure una carta a Clinton indicant que es traslladaria a Portsmouth per enviar tropes al nord amb els transports disponibles allà.
El 4 de juliol, Cornwallis va començar a traslladar el seu exèrcit cap al transbordador de Jamestown, per creuar l'ampli riu James i marxar cap a Portsmouth. Els exploradors de La Fayette van observar el moviment i es va adonar que la força britànica seria vulnerable durant la travessa del riu. Va avançar el seu exèrcit cap a la Plantació de Green Spring i, basant-se en la intel·ligència que només restava la rereguarda britànica per travessar el riu, va enviar el general Anthony Wayne per atacar-los el 6 de juliol. Creuant algunes tropes amb només el seu equipatge bàsic per defensar-se, va enviar «desertors» per a informar falsament sobre la localització de La Fayette. A la batalla de Green Spring, el general Wayne va aconseguir escapar de la trampa, però amb víctimes importants i la pèrdua de dos canons. Després de travessar el riu, Cornwallis va dirigir el seu exèrcit cap a Suffolk.

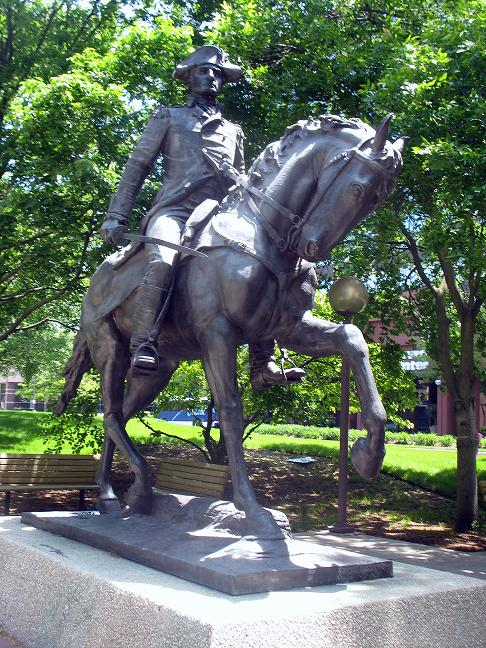
Brigadier General Anthony Wayne
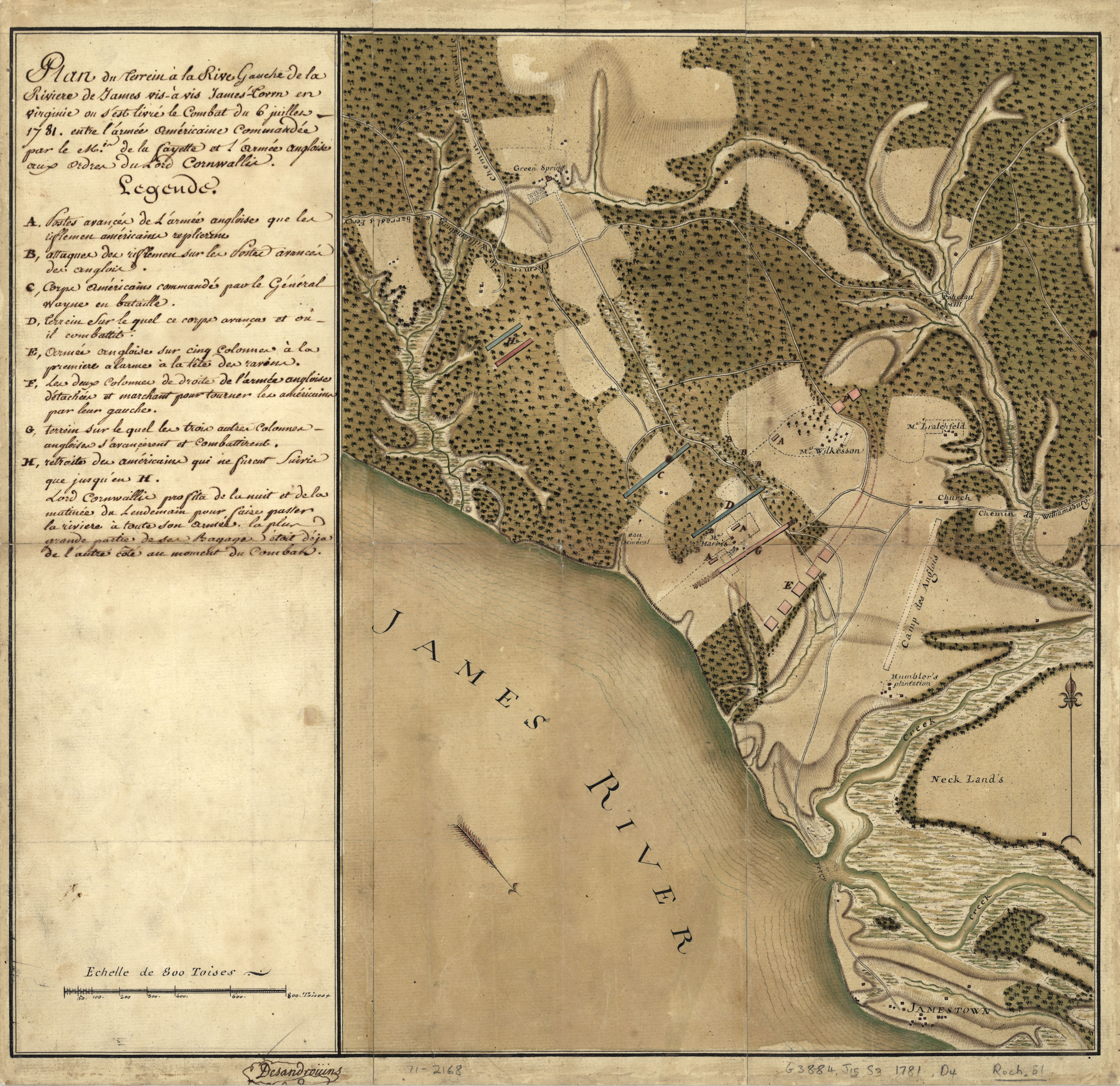
Mapa francès de la batalla de Green Spring
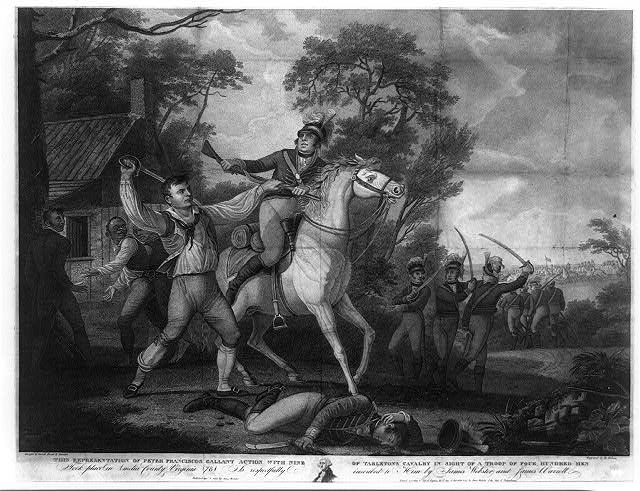
Gravat que representa Peter Francisco lluitant contra els homes de la cavalleria de Banastre Tarleton el juliol de 1781.
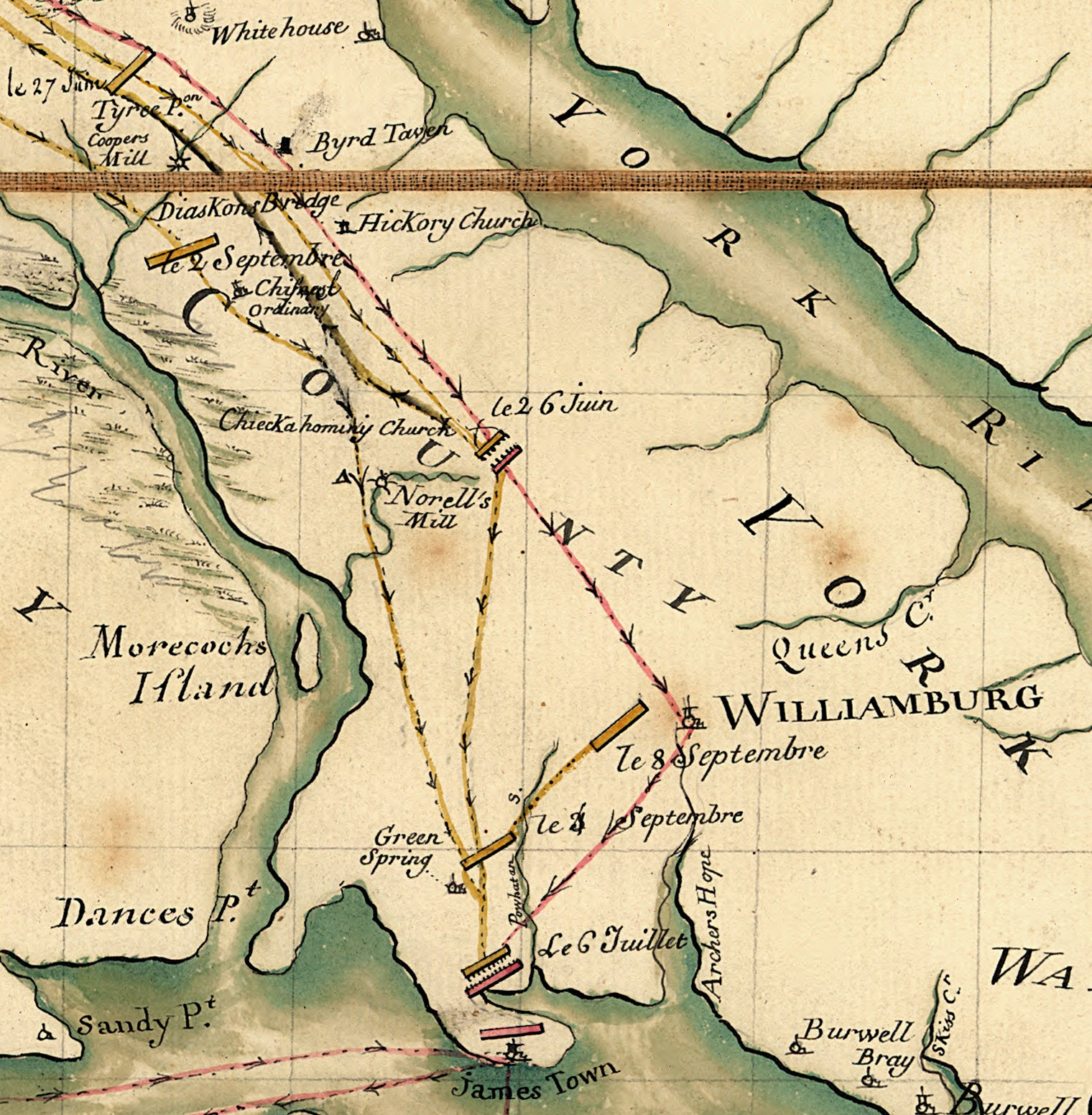
Detall d'un mapa francès de 1781 preparat per l'assistent de Lafayette que representa la zona de Williamsburg / Jamestown i els moviments de Lafayette i Cornwallis. Els combats contra Spencer estan marcats amb «le 26 Juin» (batalla de Spencer's Ordinary) i «le 6 Juillet» (batalla de Green Spring)

Cornwallis va poder esquivar a Tarleton durant una incursió al centre de Virgínia. L'atac de Tarleton es va basar en la intel·ligència que es podrien interceptar els subministraments dirigits al general Greene. L'atac, en què la força de Tarleton va viatjar 190 km en quatre dies, va ser un fracàs, ja que els subministraments ja s'havien mogut; durant aquesta incursió, alguns dels homes de Tarleton suposadament van tenir un petit enfrontament amb Peter Francisco, un dels herois estatunidencs de la Guilford Court House. Cornwallis va rebre una altra carta del general Clinton mentre es trobava a Suffolk, amb data 20 de juny, afirmant que les forces per ser embarcades van ser utilitzades per a un atac contra Filadèlfia.
Quan Cornwallis va arribar a Portsmouth, va començar a embarcar tropes segons les ordres de Clinton. El 20 de juliol, amb alguns transports gairebé a punt per salpar, van arribar noves ordres que contrarestaven les anteriors. En termes més directes, Clinton va ordenar-li que establís un port fortificat d’aigües profundes, utilitzant el seu exèrcit tant com cregués necessari. Clinton va prendre aquesta decisió perquè durant molt de temps l'armada no estava satisfeta amb Nova York com a base naval, primer perquè les barres de sorra obstruïen l'entrada al riu Hudson, perjudicant els bucs dels vaixells de gran calat; i, en segon lloc, perquè el riu sovint es congelava a l’hivern, empresonant els vaixells dins del port. Arbuthnot havia estat reemplaçat recentment i per mostrar la seva satisfacció per aquest desenvolupament, Clinton va accedir a la petició de l'armada, malgrat l'advertència de Cornwallis que els rius navegables i la badia oberta de Chesapeake feien que qualsevol base allí «sempre estaria exposada a un atac francès sobtat». Això va ser un error fatal per part de Clinton, ja que la necessitat de defensar la nova instal·lació va negar a Cornwallis qualsevol llibertat de moviments. No obstant això, després d'haver inspeccionat Portsmouth i trobar-lo menys favorable que Yorktown, Cornwallis va escriure a Clinton informant-lo que fortificaria Yorktown.
El 26 de juliol es va informar La Fayette que Cornwallis estava embarcant les seves tropes, però no tenia intel·ligència sobre el seu destí eventual, i va començar a maniobrar les seves tropes per cobrir alguns possibles punts de desembarcament. El 6 d'agost es va assabentar que Cornwallis havia desembarcat a Yorktown i que estava fortificant aquesta ciutat i Gloucester Point, a l'altre costat del riu York.

## Convergència cap a Yorktown
L’almirall Rodney va ser advertit que Grasse tenia previst portar almenys una part de la seva flota cap al nord. Tot i que tenia algunes pistes que podria prendre tota la seva flota (era conscient del nombre de pràctics que Grasse havia demanat, per exemple), va suposar que de Grasse no abandonaria el comboi francès de Cap-Français, i que una part de la seva flota l'escortaria a França com ho havia fet l'almirall Guichen l'any anterior. Rodney va prendre les seves disposicions en conseqüència, equilibrant els possibles requisits de la flota a Amèrica del Nord amb la necessitat de protegir els mateixos combois comercials cap a la Gran Bretanya. Per tant, setze dels seus vint-i-un cuirassats havien de navegar amb Hood a la recerca de Grasse cap a Chesapeake abans de dirigir-se cap a Nova York. Mentrestant, Rodney, que estava malalt, va enviar altres tres cuirassats cap a Anglaterra, dos com a escortes comerciants, deixant els dos restants en el moll per a reparacions. Hood estava ben satisfet amb aquests arranjaments, dient-li a un col·lega que la seva flota era «igual de completa per derrotar qualsevol flota enemiga, fins i tot si Grasse poguès endur o enviar el nombre de vaixells necessaris per ajudar a Barras». El que ni Rodney ni Hood sabien era la decisió de darrera hora de Grasse de portar tota la seva flota a Amèrica del Nord, garantint així una superioritat francesa de tres a dos en força de cuirassats. Per desconeixement d'aquest desenvolupament, Hood va sortir d'Antigua el 10 d'agost, cinc dies després que Grasse. Durant el viatge, un dels seus vaixells menors que transportaven informació sobre els pràctics estatunidencs va ser capturat per un corsari, privant així els britànics de Nova York d'informació valuosa. El mateix Hood, seguint la ruta directa, va arribar a Chesapeake el 25 d'agost i va trobar l'entrada a la badia buida. Després va navegar cap a Nova York per trobar-se amb l'almirall Sir Thomas Graves, al comandament de la base naval de Nova York després de la sortida d'Arbuthnot.
El 14 d'agost, el general Washington va assabentar-se de la decisió de Grasse de navegar cap a Chesapeake. L'endemà, a contracor, va renunciar la idea d’assaltar Nova York, escrivint que «havent arribat ara a una crisi i un pla decisiu a determinar, estava obligat a… renunciar a tota idea d’atacar Nova York. ... » L'exèrcit combinat franco-estatunidenc va començar a avançar cap al sud el 19 d'agost, implicant diverses tàctiques dissenyades per a enganyar Clinton sobre les seves intencions. Algunes forces van ser enviades a la ruta per la riba de Nova Jersey i van ordenar fer els preparatius del camp com si es preparessin per a un atac a l'illa de Staten. L'exèrcit també va portar embarcacions de desembarcament per fer-los creure que desembarcarien. Washington va enviar ordres a La Fayette per evitar que Cornwallis tornés a Carolina del Nord; no va saber que Cornwallis estava atrinxerat a Yorktown fins al 30 d'agost. Dos dies després l'exèrcit passava per Filadèlfia; es va evitar un altre motí quan es van aconseguir fons per a tropes que amenaçaven de romandre quietes fins que no fossin pagades.

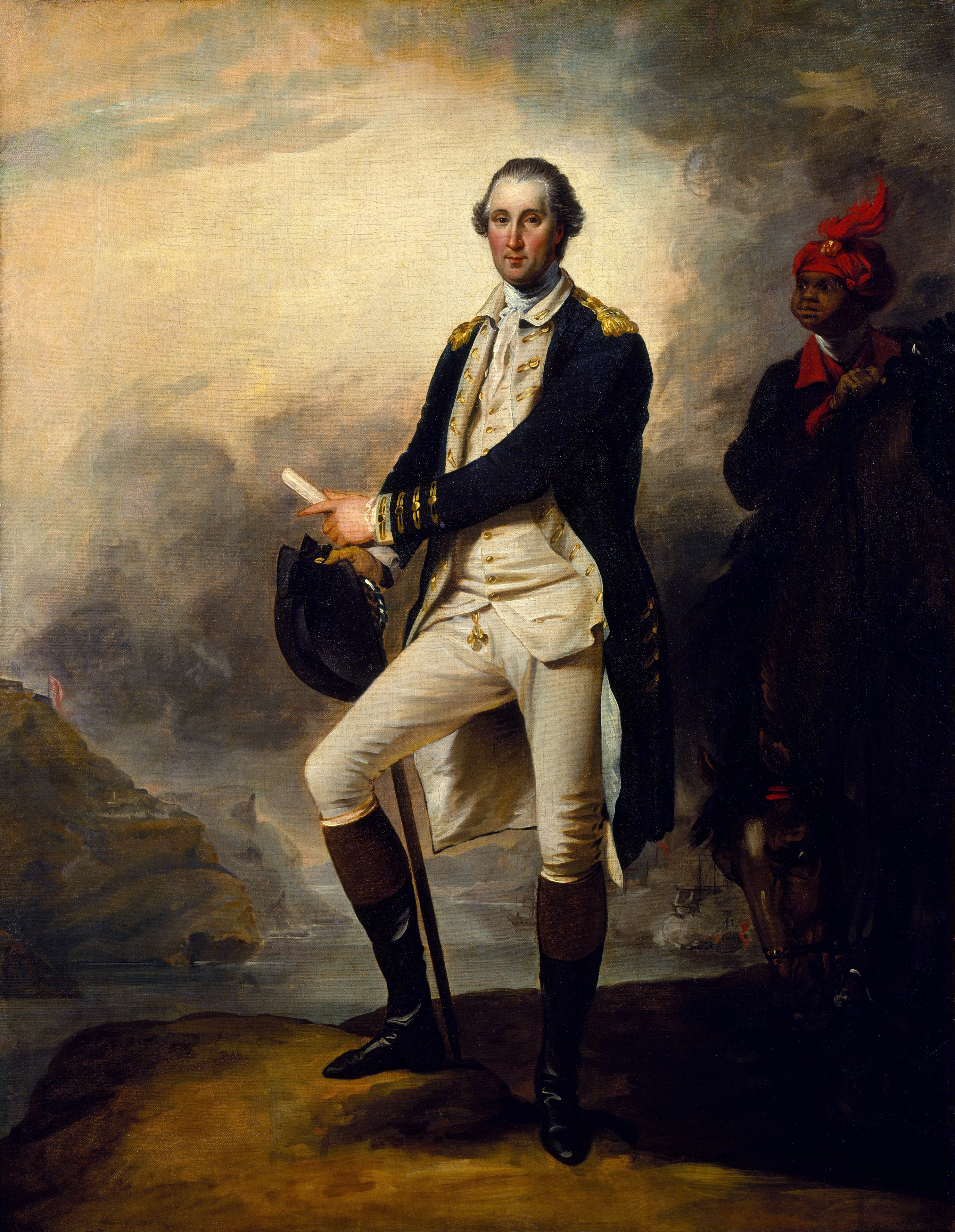
George Washington
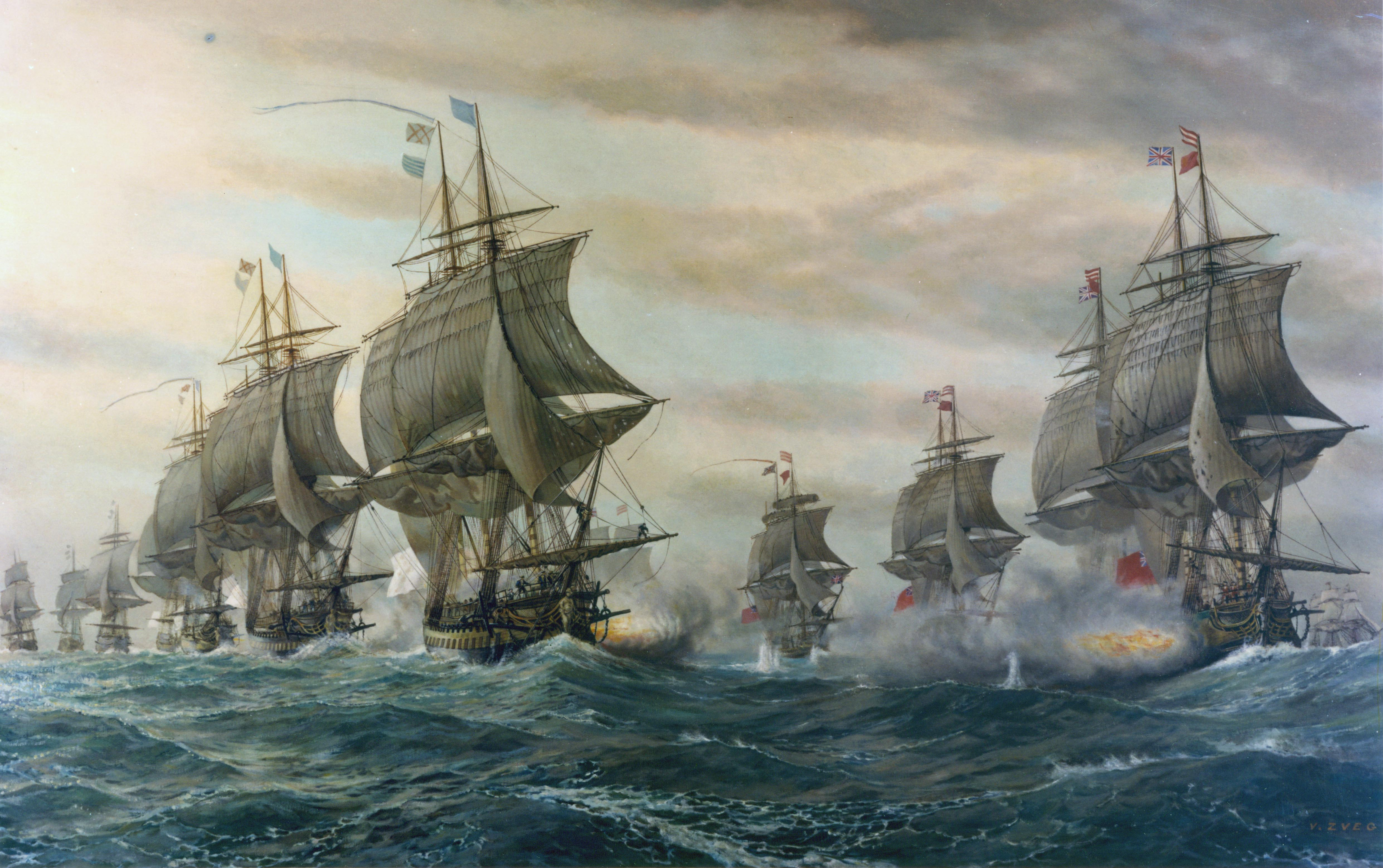
La batalla de Chesapeake
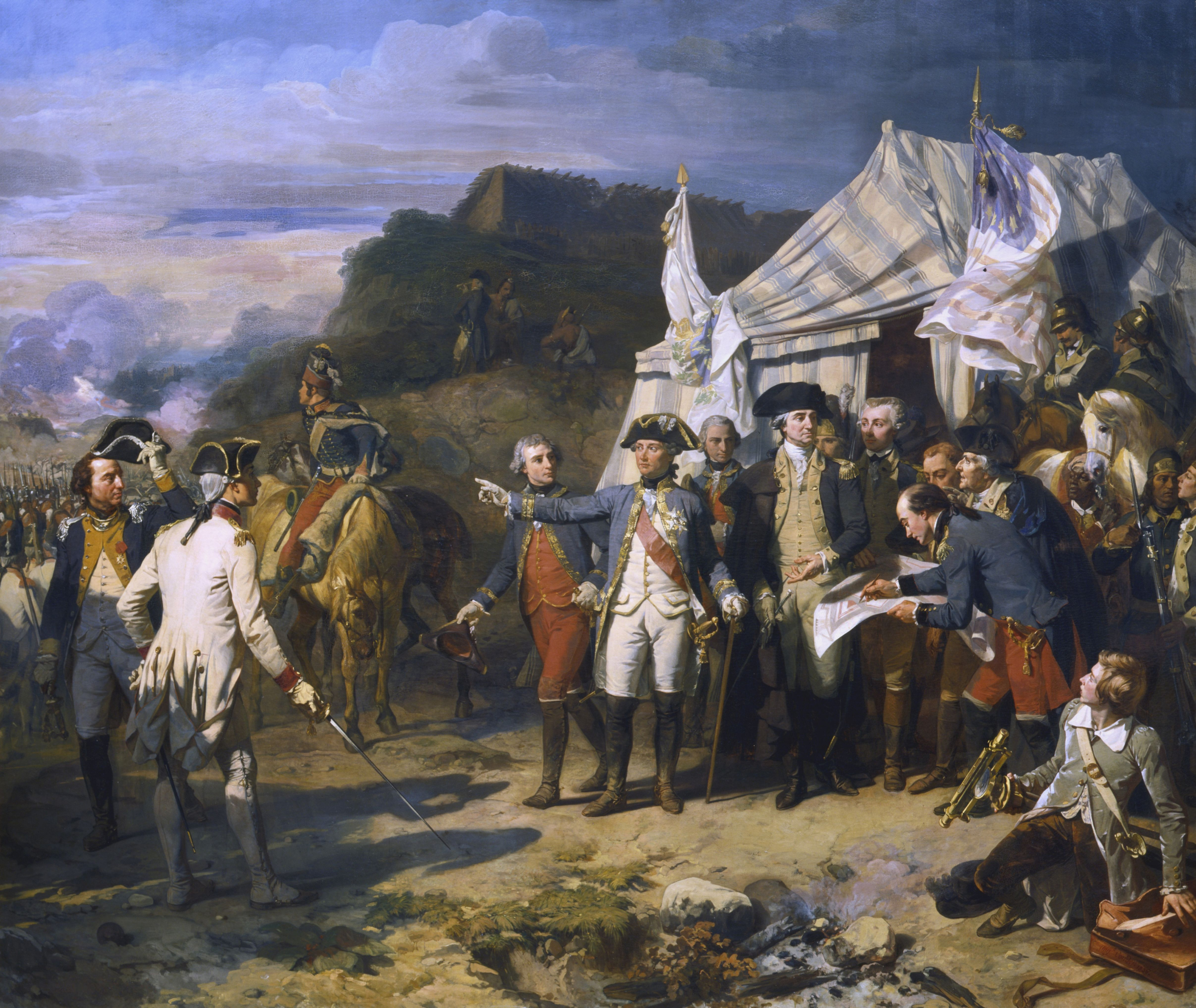
Una pintura d'Auguste Couder que representa Washington i Rochambeau donant instruccions abans del Setge de Yorktown

El 25 d’agost, l’almirall de Barras va navegar amb la seva flota de Newport, portant la maquinària de setge francesa; va navegar per una ruta que el va portar deliberadament lluny de la costa per evitar trobades amb els britànics. De Grasse va arribar a Chesapeake el 30 d'agost, cinc dies després de Hood. Immediatament, va desembarcar les tropes de la seva flota per ajudar La Fayette en el bloqueig de Cornwallis, i va estacionar alguns vaixells per bloquejar els rius York i James.
Les notícies de la navegació de Barras van arribar a Nova York el 28 d'agost, on Graves, Clinton i Hood es van reunir per discutir la possibilitat de fer un atac a la flota francesa a Newport, ja que l'exèrcit francès ja no hi era per defensar-la. Clinton encara no s'havia adonat que Washington marxava cap al sud, cosa que no va poder confirmar fins al 2 de setembre. Quan van assabentar-se de la sortida de Barras van arribar immediatament a la conclusió que de Grasse s'havia de dirigir cap a Chesapeake (però encara no sabia de la seva força). Graves va salpar des de Nova York el 31 d'agost amb 19 vaixells de línia; Clinton va escriure Cornwallis per advertir-li que venia Washington i que enviaria 4.000 reforços.
El 5 de setembre, la flota britànica va arribar a la desembocadura del riu Chesapeake i va veure la flota francesa ancorada allà. De Grasse, que tenia homes a terra, es va veure obligat a salpar per enfrontar-se als britànics fora del port. En la batalla de Chesapeake, de Grasse va obtenir una estreta victòria tàctica. Després de la batalla, les dues flotes es van desplaçar cap al sud-est durant diversos dies, amb els britànics evitant la batalla i ambdues flotes fent reparacions. Aparentment, es tractava d'una estratègia de Grasse per assegurar-se que els britànics no interferissin amb l'arribada de Barras. El 9 de setembre, una flota va ser localitzada a la distància; de Grasse va seguir l'endemà. Graves, obligat a escoltar un dels seus vaixells, va tornar a Nova York per a fer reparacions. Aleshores, petits vaixells de la flota francesa van ajudar a transportar la força franco-estatunidenca.

## Yorktown
El 6 de setembre, el general Clinton va escriure una carta a Cornwallis dient-li que esperi els reforços. Rebuda per Cornwallis el 14 de setembre, pot ser que aquesta carta hagi estat fonamental en la decisió de Cornwallis de romandre a Yorktown i de no intentar lluitar fora de la ciutat, malgrat la instància de Banastre Tarleton per sortir contra la relativament feble força de La Fayette. El general Washington, després de passar uns dies a Mount Vernon per primera vegada en anys, va arribar als camps de la rodalia de Yorktown el 17 de setembre. El mateix dia, els oficials navals britànics a Nova York va celebrar un consell, en el qual van acordar que no es reforcés a Cornwallis fins que no haguessin recuperat el control de Chesapeake. L'historiador Richard Ketchum descriu la decisió del consell com deixar a Cornwallis «a la deriva». Un dia abans, Cornwallis va escriure una desesperada súplica d'ajuda: «Sóc del parer que no em podeu fer un servei efectiu, sinó venint directament a aquest lloc». Abans d’enviar la carta el dia 17, Cornwallis va afegir: «Si no em podeu donar suport molt aviat, heu de preparar-vos per escoltar el pitjor».

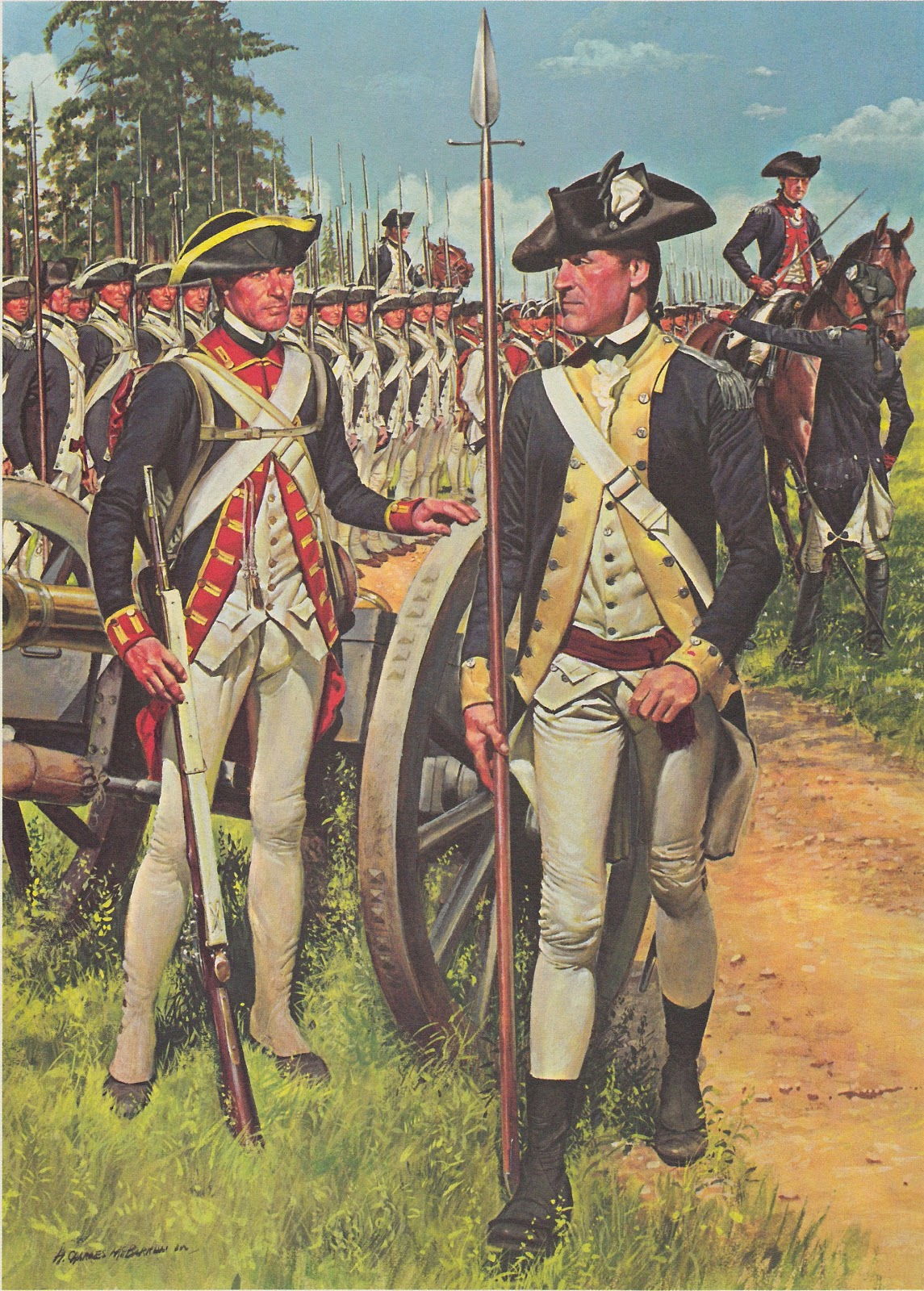
L'Exèrcit Continental en el moment de la campanya de Yorktown
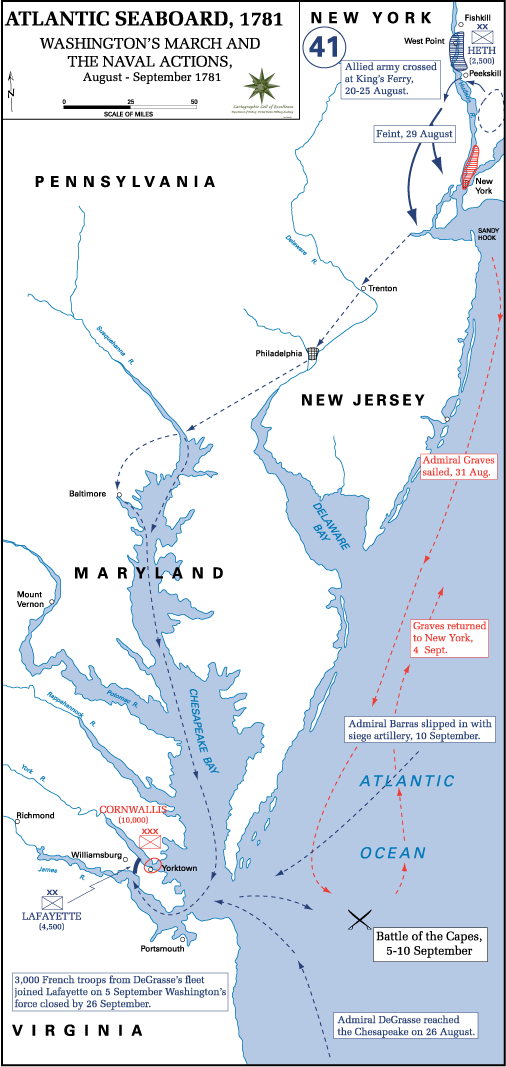
Mapa de la costa oriental que mostra els moviments navals abans del setge
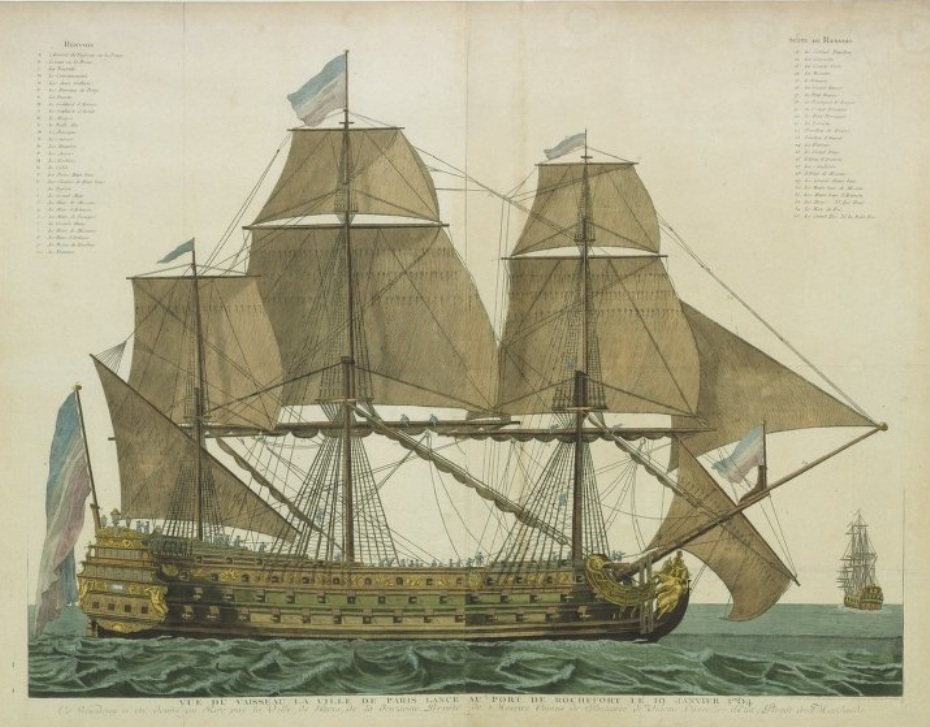
El vaixell de guerra francès Ville de Paris, 1764
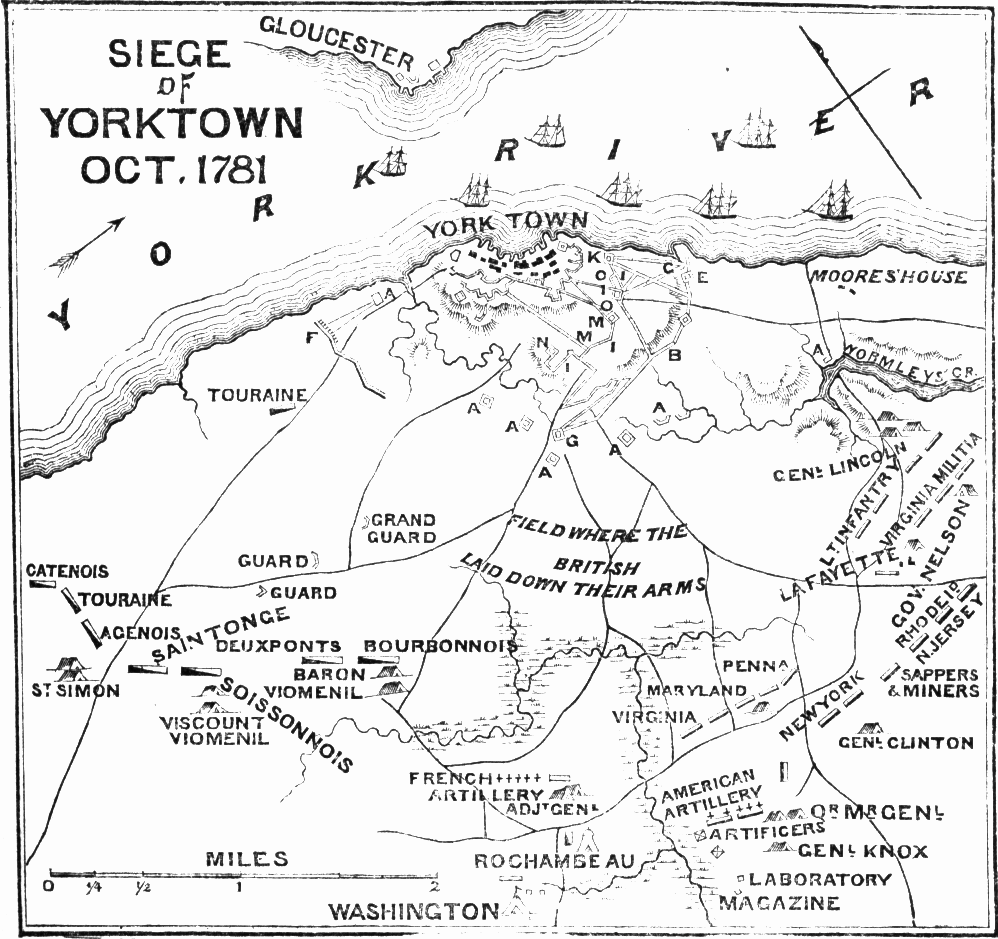
Mapa de la batalla de Yorktown

Washington, Rochambeau i Grasse van celebrar llavors el consell a bord del vaixell almirall Ville de Paris de Grasse per finalitzar els preparatius del setge; de Grasse va acordar proporcionar uns 2.000 mariners i alguns canons a l'esforç. Durant la reunió, Grasse es va convèncer de retardar la seva sortida (prevista inicialment per a mitjans d'octubre) fins a finals d'octubre. Al retorn dels generals a Williamsburg, van sentir rumors que els reforços navals britànics havien arribat a Nova York i la flota francesa podria tornar a estar amenaçada. Grasse va voler treure la seva flota fora de la badia com a precaució, i va prendre les súpliques de Washington i Rochambeau, lliurades a Grasse per La Fayette, per convèncer-lo perquè es quedés.
El setge es va iniciar formalment el 28 de setembre. Malgrat un intent tardà de Cornwallis d'escapar a través de Gloucester Point, les línies de setge es van tancar a les seves posicions i els canons aliats van fer estralls als camps britànics, i el 17 d'octubre va obrir negociacions per rendir-se. Aquell mateix dia, la flota britànica va tornar a navegar des de Nova York, transportant 6.000 soldats. Van ser superats en nombre per les flotes franceses combinades i es van tornar enrere. Un oficial naval francès, anotant la sortida de la flota britànica el 29 d'octubre, va escriure: «Ja era massa tard. Ja s'han menjat el pollastre».

## Conseqüències

### La disposició de l'exèrcit britànic
Senyor, tinc la mortificació d'informar a vostra excel·lència que he estat obligat a renunciar als càrrecs de York i Gloucester, i a lliurar les tropes sota el meu comandament, capitulant en el 19 d'aquest mes, com a presoner de guerra a les forces combinades d’Amèrica i França.
Les negociacions de la rendició van complicar amb dues qüestions. Quan les forces estatunidenques es van rendir a Charleston el 1780, no se'ls va concedir els termes habituals de capitulació, que incloïen que els vençuts podien sortir onejant la seva bandera i cantant una de les seves cançons. Washington va insistir que aquests termes no s'aplicarien a la rendició de l'exèrcit britànic a Yorktown, dient als seus negociadors «Seran atorgats els mateixos honors a l'exèrcit que es lliura a la guarnició de Charles Town». La segona qüestió es referia al nombre de lleialistes al campament britànic. Aquesta qüestió es va resoldre amb l'afegit d'una clàusula als termes que permetien enviar a un vaixell britànic, el sloop Bonetta, sense cap mena d'inspecció per portar els despatxos de Cornwallis a Nova York; als estatunidencs, que sospitaven que els esclaus fugitius o els lleialistes poguessin estar a bord, se'ls va impedir inspeccionar el vaixell.
Quan la guarnició britànica va marxar de les seves posicions el 19 d’octubre per rendir-se, va ser amb la bandera amagada, possiblement interpretant la melodia britànica The World Turned Upside Down. Cornwallis, que afirmava estar malalt, no va assistir a la cerimònia, enviant el seu ajudant O'Hara a lliurar la seva espasa. Al principi, O'Hara va intentar lliurar-lo a un oficial francès, però finalment es va dirigir a un dels oficials de Washington, Benjamin Lincoln, el comandant que va ser derrotat a Charleston. Lincoln va mantenir breument l'espasa i després la va tornar a O'Hara.
Durant les setmanes següents, l'exèrcit britànic va marxar cap als camps de presoners de Virgínia i Maryland. Cornwallis i altres oficials van ser retornats a Nova York i se'ls va permetre tornar a Anglaterra amb llibertat condicional. El vaixell en què va navegar Cornwallis el desembre de 1781 també portava Benedict Arnold i la seva família.

### La disposició dels aliats
La milícia local que donava suport al setge va ser destituïda del servei. Algunes de les forces continentals estatunidenques van ser retornades a la regió de Nova York, on Washington va continuar resistint-se contra la presència britànica fins al final de la guerra; uns altres van ser enviats al sud per ajudar els esforços del general Greene a les Carolines. Les qüestions de sou i condicions van ser un problema continuat fins que es va acabar la guerra, però Washington no va lluitar més.
Les forces franceses que venien amb Grasse es van tornar a embarcar, i va navegar cap a les Índies Occidentals, amb la flota de Barras, a principis de novembre. Després de recuperar diverses posicions britàniques allí, Grasse es va preparar per unir-se amb els espanyols per a un assalt a Jamaica, quan l'almirall Rodney el va derrotar en la batalla de Saintes l'abril de 1782, capturant a ell i el seu vaixell almirall. Les forces del general Rochambeau van hivernar a Virgínia, i van marxar cap a Rhode Island l'estiu següent.

### Reaccions
L'ajudant del general Washington, el tinent Tench Tilghman, va ser enviat per lliurar la notícia al Congrés Continental. Arribat a Filadèlfia el 22 d'octubre, es trobava a dos dies del primer avís de la rendició, que havia estat expressat des de Baltimore davant seu. Les notícies van sorprendre el Congrés i la població. Les campanes de l'església van començar a sonar i, segons els informes, es va tocar la campana de la Llibertat, accions que es van repetir a mesura que les notícies van recórrer les colònies. Alguns congressistes van introduir una resolució que demanava al general Washington que arrestés i pengués el general Cornwallis; després que «el debat continués durant diversos dies», es va votar la resolució.
La notícia va posar de dol la ciutat de Nova York, ocupada pels britànics. Al principi es va trobar amb un cert escepticisme, la notícia es va confirmar finalment el 27 d'octubre, tot i que la ciutat encara esperava notícies de l'esforç inútil de socors de Clinton. Clinton va ser cridat a Londres i va abandonar la ciutat el març del 1782. Va ser substituït pel general Guy Carleton, que tenia ordres de suspendre les operacions ofensives.

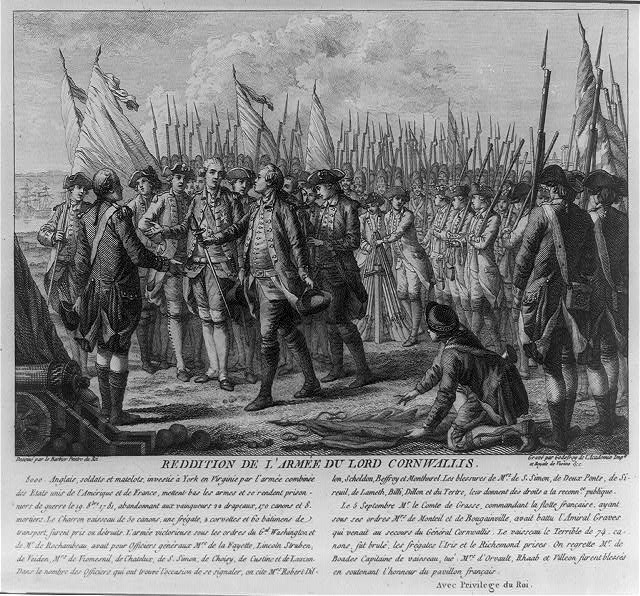
Gravat francès que representa la rendició de Cornwalis
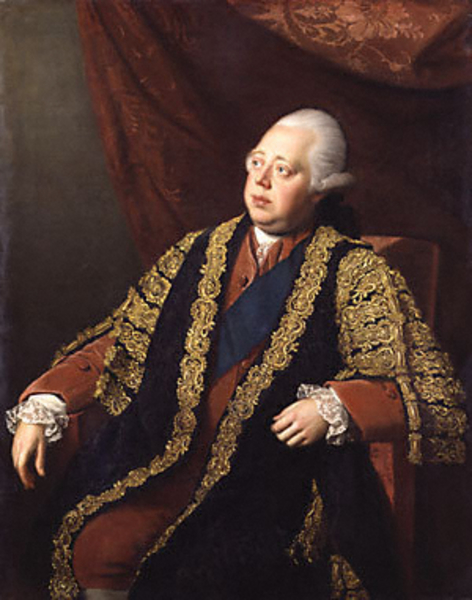
El Primer ministre britànic Lord North
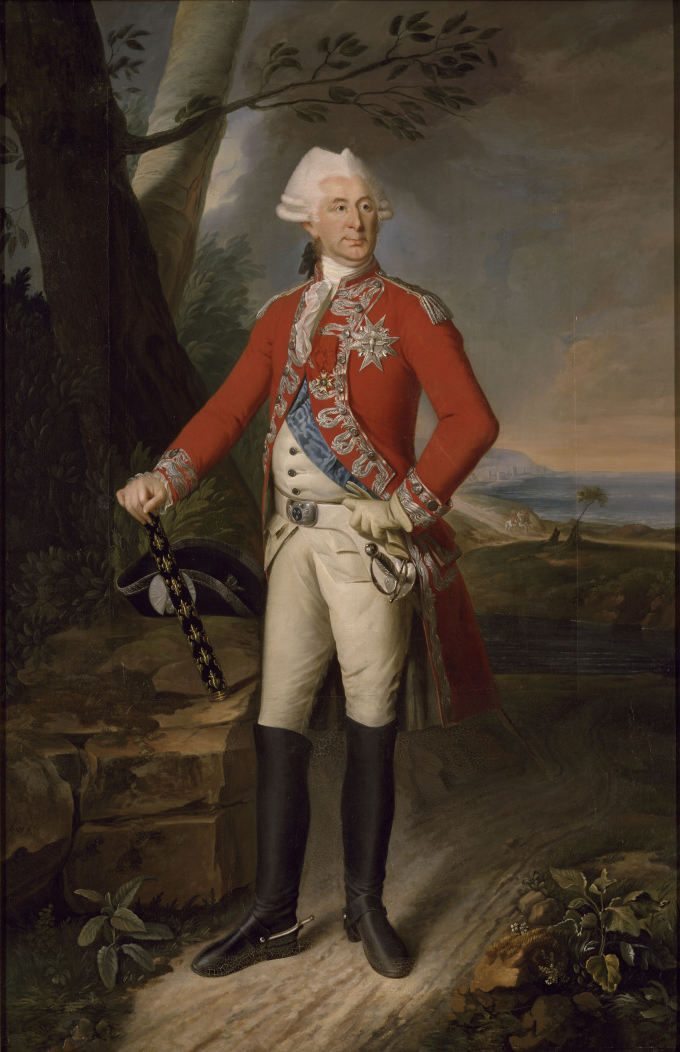
El ministre francès, el Marquès de Castries, va prendre importants decisions estratègiques abans de començar la campanya

Quan la notícia va arribar a Londres el 25 de novembre, Lord Germain va descriure la reacció de Lord North davant la notícia: «Li hauria agafat un atac al cor. Perquè va obrir els braços i exclamava salvatgement mentre es dirigia cap amunt i cap avall durant uns minuts, Oh Déu! Ja s'ha acabat!». Es va informar que el rei Jordi III va rebre la notícia amb calma i dignitat, tot i que després es va deprimir a mesura que assimilava la notícia, i fins i tot es va plantejar l'abdicació. Els partidaris del rei estaven deprimits i l'oposició es va posar de manifest. El 12 de desembre es va introduir una resolució que demanava la fi de la guerra, i no es va poder aprovar per un sol vot. Lord Germain va ser destituït a principis del 1782, i el ministeri de North va caure poc després. Les negociacions de pau van seguir i la guerra es va acabar formalment amb la signatura del Tractat de París el 3 de setembre de 1783.
El general Cornwallis, tot i ser el comandant que es va rendir, no va ser culpat per la derrota. Va ser ben rebut al seu retorn a Londres i un escriptor es va fer sentir amb un sentiment comú que «es va vendre l'exèrcit de Lord Cornwallis». El general Clinton va passar la resta de la seva vida defensant la seva pròpia reputació; es va «birñat pels rebels, menyspreat pels britànics i maleït pels lleialistes». El 1783, va publicar una narració de la campanya de 1781 a Amèrica del Nord en la qual va intentar acusar els fracassos de la campanya de 1781 al general Cornwallis. Cornwallis va respondre amb la resposta pública que va exercir les seves pròpies crítiques a Clinton. El debat públic va incloure la publicació de bona part de la seva correspondència.
L’Almirall Graves tampoc no va patir a causa de la seva derrota per part de Grasse; finalment va ser ascendit a almirall complet i va rebre un assisten. Tot i això, molts aspectes de la batalla de Chesapeake han estat objecte de debats tant contemporanis com històrics, començant immediatament després de la batalla. El 6 de setembre, l'almirall Graves va emetre una nota que justificava un ús confús dels senyals. Hood, en un comentari escrit al revers de la seva còpia, va observar que això eliminava qualsevol possibilitat d'atacar un enemic que estava desordenat, ja que requeriria que la línia britànica també estigués desordenada. En canvi, va sostenir, «la flota britànica hauria de ser la més compacta possible, per aprofitar el moment crític d'una obertura avantatjosa ...» Altres critiquen Hood perquè «no va ajudar del tot al seu cap» i que un oficial menor «hauria estat jutjat per no esforçar-se per combatre l'enemic».
El Comte de Rochambeau va enviar dos missatgers per lliurar la notícia a París en un moviment que va tenir conseqüències inusuals en la política militar francesa. El Duc de Lauzun i el Comte de Deux-Pontes, ambdós que s'havien distingit en el setge, van ser enviats en naus separades per presentar la notícia. Deux-Pontes estava acompanyat d’un predilecte del ministre naval francès, el marquès de Castries, el Comte de Charlus, que Lauzun havia instat a Rochambeau a enviar-lo al seu lloc per motius polítics. El rei Lluís XVI i els seus ministres van rebre amb calma la notícia, però Castries i Charlus esmorteïts van assegurar que Lauzun i Rochambeau rebessin o retardessin la recepció de recompenses per l'èxit. Deux-Ponts va ser recompensat amb l'Orde de Sant Lluís i el comandament d'un regiment.

## Anàlisi
L'historiador John Pancake descriu les etapes posteriors de la campanya com a «fallida britànica» i que les «operacions aliades van procedir amb precisió de rellotgeria». L’historiador naval Jonathan Dull ha descrit la campanya naval de 1781 de Grasse, que va incloure, a més de Yorktown, contribucions amb èxit a la captura francesa de Tobago i al setge espanyol de Pensacola, com la «campanya naval més perfectament executada de l’època de la vela», i va comparar favorablement la sèrie d’èxits francesos amb el britànic Annus Mirabilis de 1759. També observa que un nombre significatiu de decisions individuals, a vegades contraordres o acords previs, van contribuir a l’èxit de la campanya:
1. Els ministres francesos Montmorin i Vergennes van convèncer l'establishment francès que calien accions decisives a Amèrica del Nord per acabar la guerra.
2. El ministre naval francès Castries va escriure les ordres de Grasse que proporcionaven a aquest últim prou flexibilitat per a actuar en la campanya.
3. El governador espanyol de Louisiana, Bernardo de Gálvez, va alliberar naus i tropes per cobrir territoris francesos, mentre que de Grasse navegava pel nord amb la major part de l'establishment militar francès de les Antilles.
4. El funcionari colonial espanyol cubà Francisco de Saavedra va col·laborar en la presa de decisions que va permetre l'expedició al nord de Grasse.
5. El general Rochambeau i Chevalier Luzerne van demanar a Grasse que decidís sobre el Chesapeake.
6. L’almirall de Barras va ometre les seves ordres d’operar fora de Terranova, fent possible l'entrega puntual la maquinària de setge francès per a Yorktown.
7. George Washington va decidir contra un atac a Nova York, però finalment va emprendre una marxa arriscada cap a Virgínia.
8. L’almirall De Grasse va acordar de resistir el temps previst a Chesapeake, entenent la importància de la seva tasca.

De les negociacions de Grasse amb Espanya que va assegurar l'ús de la seva flota i ordenar a la flota econòmica de romandre a les Índies Occidentals, el capità de la Marina Reial Thomas White, en l'anàlisi del 1830 de la campanya de 1781, va escriure que «si el govern britànic hagués sancionat, o un almirall britànic hagués adoptat aquesta mesura, […] l’una hauria estat rebutjada i l’altra hauria estat suspesa: no és d’estranyar que no tinguessin èxit i que fracasséssim».

## Llegat
Els principals punts de commemoració dels esdeveniments d'aquesta campanya són gestionats pel Servei de Parcs Nacionals del Parc Històric Colonial Nacional. A més del camp de batalla de Yorktown, el parc inclou el Memorial del Cap Henry, on es recorda la victòria naval francesa de Grasse.